# 西肥自動車
西肥自動車株式会社（さいひじどうしゃ）は、長崎県佐世保市に本社を置き、長崎県北部及び佐賀県北西部を中心に営業路線を持つ路線バス事業者である。通称は西肥バス。「西肥」という名称は、同社がバス事業を当初から展開する長崎県北部一帯が旧肥前国の西部にあたることに由来している。

## 概要
- 設立・創業 : 1920年（大正9年）2月、長崎県北松浦郡江迎町（2010年3月佐世保市と合併）に設立。
- 資本金 : 9485万255円
- 免許キロ数 : 2,049 km（2013年（平成25年）現在）
- 車両数 : 359台（乗合303台、貸切56台）
- 車体外装 : 基本カラーはシルバーとブルー。コマーシャルソングとして謳われている。
- ICカード : 「nagasaki nimoca」　※2020年（令和2年）6月28日より
  - 西肥自動車を含めた長崎県内の5社局（長崎自動車ならびに同社系列会社を除く）の交通機関で利用可能なプリペイド式の共通ICバスカード。
  - 十八親和銀行（旧・親和銀行）や福岡銀行で取り扱う「arecore nimoca」、佐賀銀行で取り扱う「moteca-de-nimoca」、西日本シティ銀行で扱う「ALL IN ONE nimoca」など、銀行や長崎県外の交通機関の窓口で発行したnimocaの使用も可能である。
  - これに併せ、交通系ICカード全国相互利用サービスにより、nimocaと提携する交通系ICカード（SUGOCA、Suica、PASMOなど）との相互利用も可能。
  - かつては長崎県内9社局共通ICカード「長崎スマートカード」が長年にわたり使用されたが、「nagasaki nimoca」移行に伴い2020年（令和2年）6月27日を以って定期券を含めた販売や積増が終了となり、同年9月30日を以って利用も終了となった。その後、「長崎スマートカード」を用いる佐世保市敬老パス、福祉パスとの併用に対応[1][2]する為端末が残されていたが、2021年（令和3年）6月30日をもって最終の有効期限を過ぎたことで西肥バスでの「長崎スマートカード」の利用が終了し、「nagasaki nimoca」への移行が全て完了した。

## 沿革

### 大正・昭和
- 1918年（大正7年）8月 : 中村自動車商会が佐世保 - 早岐間で乗合自動車運行開始。
- 1920年（大正9年）2月10日 : 西肥自動車株式会社が設立。
  - 出資 : 北松浦郡江迎町（現 佐世保市）で炭鉱を経営していた中村京太郎（初代社長）を中心とした北松地域[注釈 1]の資本。
  - 資本金 : 12万5千円
  - 本社・車庫所在地 : 佐世保市相生町（現在のNTT西日本佐世保ビル）
  - 保有車両 : 6台
  - 路線 : 中村自動車商会の事業を継承して相浦地域 - 佐世保 - 早岐地域間で運行開始。
- 1921年（大正10年）1月 : 佐世保 - 江迎 - 平戸口（旧北松浦郡田平町）線運行開始。当初は江里峠[注釈 2]経由での運行。
- 1927年（昭和2年）3月 : 佐世保市営バス（佐世保市土木課自動車係、のち佐世保市交通局）、西肥バスより春日町 - 日宇間の営業権と車両譲渡を受け運行開始。
  - 協定により市営バス免許区間と重複する堺木 - 日宇間では区間内のみの西肥バスの乗車は不可とされた（1950年（昭和25年）頃まで）。
- 1934年（昭和9年）9月10日 : 佐世保市白南風町（現：佐世保バスセンターの場所）に本社と車庫を移転。
- 1943年（昭和18年）7月1日 : 戦時統合により波佐見自動車を合併。12月1日には大村以南の路線を長崎県営自動車（現：長崎県交通局）へ譲渡。
- 1944年（昭和19年）3月1日 : 平戸自動車（現在の平戸バスとは別経営）を合併。
- 1945年（昭和20年）6月29日 : 佐世保大空襲で本社と車庫を焼失。終戦後、同年9月に佐世保市島地町の旧海軍施設に本社を仮移転。
- 1950年（昭和25年）
  - 5月16日 : 佐世保 - 長崎間（大村経由）に長崎県営バスと共同で急行バスを運行開始。
  - 11月1日 : 佐世保 - 福岡間（武雄・佐賀経由）に西鉄・祐徳バスと共同で特急バスを運行開始。（1953年（昭和28年）10月休止）
- 1959年（昭和34年）1月 : 佐世保海上交通を買収、子会社の西肥観光汽船として佐世保港 - 鹿子前間に観光船運航開始。
- 1960年（昭和35年）7月 : 各営業所で運行していたタクシー事業を統合した子会社の西肥観光タクシー（シルバータクシーの前身）を設立。
- 1963年（昭和38年）5月13日 : 北松浦郡田平町（現：平戸市田平町）馬の元の国道204号（通称七曲り）で平戸口発佐世保行き急行バスが路肩から斜面を転落。乗客9人が死亡、乗客・乗員14人が重軽傷。
- 1964年（昭和39年）12月28日 : 大阪 - 佐世保間に年末年始期間の帰省バスを運行（1976年（昭和51年）1月まで）。
- 1965年（昭和40年）6月21日 : 相浦線で同社初のワンマンバスを運行開始。
- 1966年（昭和41年）8月10日 : 佐世保 - 福岡間に西鉄・祐徳バスと共同で特急バス運行再開（「させぼ号」）。
- 1969年（昭和44年）3月18日 : 佐世保市万津町に新本社社屋が竣工、島地町から移転。
- 1977年（昭和52年）10月15日 : 長崎バスジャック事件が発生。
- 1985年（昭和60年）10月 : 佐世保交通センタービルが竣工、西肥バスターミナルと併設の佐世保シティホテル開業。
- 1986年（昭和61年）10月 : 子会社の西肥観光バスに北松浦郡、松浦市等一部地域の閑散路線を移管。

### 平成
- 1997年（平成9年） : 運賃改定。
- 2001年（平成13年） : 嬉野営業所を廃止し東部営業所に統合。
- 2002年（平成14年）1月21日 : 日本初の共通ICバスカードである長崎スマートカードを導入。
- 2005年（平成17年）3月1日 : オール九州高速バス予約システム「楽バス」運用開始。北部九州3日間フリー切符SUNQパスも発売開始。
  - 加入各社が受け持つ路線（はかた号やフェニックス号など）の予約・購入が可能となる。
- 2007年（平成19年）10月 : 佐世保バスセンター併設の佐世保シティホテルの経営権をリゾートソリューション（現：リソルホールディングス）に譲渡、ホテルトリニティ佐世保[注釈 3]として再オープン。
- 2007年（平成19年）10月1日 : 大野営業所を廃止し北部営業所に移転。同時に、佐々バスセンターを設置。
- 2008年（平成20年）12月 : 私的整理による経営再建を図ることでメインバンクである親和銀行（ふくおかフィナンシャルグループ傘下、現：十八親和銀行）と合意。
  - 同行から取締役として2名（社長・常務）が派遣。西日本鉄道からも取締役として1名（常務）の派遣と出資を受ける。
- 2009年（平成21年）7月 : 本社を佐世保市万津町から佐世保駅前バスセンターに隣接するプラザシルバービル（佐世保市白南風町）に移転。
- 2012年（平成24年）4月 : 佐世保市大野地域において超小型バス「まめバス」の運行を開始。当社の路線バスとしては初となる旅客定員12名の超小型乗合バス（トヨタ・ハイエースコミューターをベースとしており、塗装デザインは貸切バスと同じ）を導入し、道路幅が狭いためにこれまでの路線バスでは運行できなかったエリアに導入される[3]。
- 2014年（平成26年）4月 : 新上五島町から町営スクールバスとして運行されていた若松島内線と車両の一部を譲受、同社の一般路線として運行を開始する。
- 2014年（平成26年）10月 : 佐世保市内を運行する便（西海橋、伊万里・嬉野・波佐見、川棚バスセンター、北松地区、平戸・江迎、吉井・佐々、長崎空港線を含む）を対象に、路線バスのLED方向幕に行先表示番号を導入[4]（同時に佐世保市営バスにも行先表示番号を導入しており、一部の行先番号・経由番号は佐世保市営バスと共通の番号である）。
- 2016年（平成28年）4月1日 : 本土乗合バスの運賃改定（新上五島内線や高速バスは除く）。平均改定率は12.65%、実施運賃改定率は11.73%であり、初乗り運賃が150円から170円になる。[5]。
- 2019年（平成31年）3月24日 : 佐世保市営バスの廃止に伴い、大半の路線を引き継ぎ、させぼバスの受託も市営バスから引き継ぐ。

### 令和
- 2020年（令和2年）
  - 6月28日 : 従来の長崎スマートカード対応端末の更新に伴い、nimocaの取扱を開始。
    - 前述のとおり、長崎スマートカードは前日の6月27日をもって西肥バスでの新規発売（定期券を含む）や積増が終了となり、取扱開始に合わせて「nagasaki nimoca」の発売を開始（種類はnimoca・スターnimoca・小児用nimoca・障がい者用nimocaの4種類）。
    - 交通系ICカード全国相互利用サービスにより、Kitaca・PASMO・Suica・manaca・TOICA・PiTaPa・ICOCA・はやかけん・SUGOCAも利用が可能となる。
    - 当日より、長崎スマートカードの払戻時に発生していた手数料が無料化される（ただし、積増時のプレミアや利用ポイントは払戻の対象外となり、カード残額から11分の10に割り戻した額での払戻となるため、利用終了までに残額全てを使い切ることが推奨されていた）。

  - 9月30日 : この日をもって、佐世保市敬老パス・福祉パスを除く長崎スマートカードの利用を終了。
- 2021年（令和3年）6月30日 : 併用利用していた長崎スマートカードベースの佐世保市敬老パス・福祉パスの最終有効期限到来に伴い、長崎スマートカードのサービスを全て終了。
- 2022年（令和4年）
  - 3月24日 : 五島地区を除く各地区において一般路線バスのダイヤ改正を実施[6]。
  - 4月1日 : 新上五島町内の予約型乗合タクシー「smart GOTO」の若松島内への導入に伴い、若松島内線の運行から事実上撤退[7]。
  - 8月2日 : 紙券で発売されている1日乗車券をスマートフォンアプリ「my route」上でデジタルチケットとして販売開始（クレジットカード決済のみ対応）[8]。
  - 11月1日 : 社会実験の一環として、期間限定で相浦駐屯地線の運行を開始[9]。
- 2023年（令和5年）2月28日 : スマートフォンのアプリやパソコンから運賃・時刻検索に加えて現在位置情報や運行状況の確認が可能なサービス「西肥バスナビ」と拡大表示機能を備えた停留所時刻表に加え、路線バスや高速バス※長崎県営バスはバス追跡不可（西鉄バスさせぼ号のみバス追跡可）の現在位置情報や最新の運行情報の表示が可能なデジタルサイネージ式バス停「スマートバス停」[注釈 4]の運用を開始[10]。
- 2024年（令和6年）
  - 4月1日 :本土地区において一般路線バスのダイヤ改正を実施[11][12]。
  - 同4月1日 :長崎県交通局と共同運営している高速バス「佐世保～長崎」線において、ダイヤ改正を実施[13]
  - 6月1日 :自治体等から業務委託を受け運航しているコミュニティバス・高速バス、新上五島地区の路線バスを除く一般路線バス全線において、運賃改定を実施。初乗り運賃が170円から200円になる[14]。往復乗車券が販売終了になる。
  - 12月1日 :新上五島地区において、一般路線バスのダイヤ改正を実施[15]。
  - 12月16日 :長崎県交通局と共同運営している高速バス「佐世保～長崎」線において、ダイヤ改正を実施[16]。
- 2025年（令和7年）
  - 4月1日 :本土地区において一般路線バスのダイヤ改正を実施[17]。この改正で、計15路線が廃止、2路線が新設となった。
  - 同4月1日 :新上五島地区において、一般路線バス全線で運賃改定を実施[18]。これにより、新上五島地区の路線バスの初乗り料金が140円から170円となる。

## 本社および営業所
- 本社
  - 長崎県佐世保市白南風町9番2号（地図を表示）
- 北部営業所
  - 長崎県北松浦郡佐々町小浦免1572番地28（北緯33度13分0.3秒 東経129度38分34.3秒）　（佐世保駅前バスセンター始発の北部路線、南部路線、長崎空港線、佐世保 - 長崎線、佐世保 - 福岡線を担当）
- 東部営業所
  - 長崎県佐世保市重尾町3385番1号（北緯33度6分36.9秒 東経129度49分10.2秒）（早岐線、嬉野温泉線、川棚線等の南部路線および北部路線の一部を担当）
- 平戸営業所
  - 長崎県平戸市大久保町1256番2号（北緯33度23分10.5秒 東経129度33分10.5秒）（佐世保平戸線、平戸松浦線、および平戸島島内線、佐世保駅前バスセンター始発の北部路線を担当）
- 新上五島営業所
  - 長崎県南松浦郡新上五島町青方郷2277（北緯32度58分55.2秒 東経129度4分0秒）（上五島島内線）
- 長崎営業所
  - 長崎県長崎市光町2番5号（北緯32度45分19.8秒 東経129度51分53秒）（佐世保 - 長崎線）
- 伊万里営業所
  - 佐賀県伊万里市二里町八谷搦378番4号（北緯33度16分21.3秒 東経129度52分8.7秒）（伊万里発着路線、松浦発着路線、佐世保駅前バスセンター始発の北部路線を担当。伊万里市と西松浦郡有田町のコミュニティバスも受託運行している）
- 佐世保駅前営業所
  - させぼバスを参照
- 矢峰営業所
  - させぼバスを参照
- 黒髪営業所
  - させぼバスを参照

- この他に、北部営業所管轄は柚木・大加勢・佐世保駅前バスセンター（いずれも佐世保市）に、東部営業所管轄は島地（佐世保市）、川棚（東彼杵郡川棚町）、嬉野（嬉野市）に、平戸営業所管轄は草積（平戸市）に、伊万里営業所管轄の松浦・福島（どちらも松浦市）に、新上五島営業所管轄の有川・奈良尾（どちらも南松浦郡新上五島町）に現地出退勤の車庫がある。以前は相浦・江迎・世知原・西海橋（いずれも佐世保市）、内海（波佐見町）、志々伎（しじき。平戸市）にも車庫があった。
- かつては、早岐地域・大野（どちらも佐世保市）・平戸口（旧北松浦郡田平町）・宇久（旧北松浦郡宇久町）・大村（大村市）・武雄（武雄市）にも営業所があったが、順次廃止された。このうち早岐営業所（現・宮崎橋バス停）は現在の東部営業所に移転、跡地はイオンタウン早岐になった。大野営業所（現・大野バス停）は現在の北部営業所に移転、跡地は大野モールになった。平戸口営業所は、路線・車両は大野・平戸・伊万里の3営業所にそれぞれ移管され、跡地は平戸市役所田平支所になっている。大村営業所跡地はパチンコ店ダイナム、武雄営業所跡地はマックスバリュを経てザ・ビッグ武雄店になっている。

## 高速バス
- ＜ ＞内は共同運行会社。なお、「 」内の愛称は共同運行会社におけるものであり、西肥自動車では昼行便を「ハイウェイエクスプレス号(HIGHWAY Express)」、過去に運行していた夜行便では「コーラルエクスプレス号(CORAL Express)」という愛称で統一している。

### 現行路線
- 佐世保 - 福岡線「させぼ号」 佐々・佐世保 - 福岡、ハウステンボス - 福岡 ＜西鉄バス＞
- 佐世保 - 長崎線 佐々・佐世保 - 長崎 ＜長崎県交通局＞

### 休・廃止路線
- 佐世保 - 佐賀 ＜祐徳自動車＞
- 伊万里 - 武雄 - 佐賀 ＜祐徳自動車＞
- 伊万里 - 武雄 - 佐賀空港 ※1999年7月廃止
- 佐世保 - 北九州 ＜西日本鉄道＞ ※2008年5月廃止
- ハウステンボス・佐世保 - 名古屋 ＜名古屋鉄道＞ ※2011年10月廃止
- ハウステンボス・佐世保 - 神戸・大阪・堺 ＜南海バス＞※2013年9月30日の出発便を以て路線休止。
- ハウステンボス・佐世保 - 熊本 ＜九州産交バス＞※2014年9月30日出発便を以って一度路線を廃止し、2019年4月1日より運行再開したが、2020年4月25日から新型コロナウイルスの影響により運休し、2024年3月31日をもって路線廃止した。[注釈 5]

## 一般路線バス
長崎県の東彼杵郡川棚町以北一帯、および佐賀県伊万里市、西松浦郡有田町などを複数の路線で運行し、市中心部と郊外および周辺市町村を結ぶ路線が中心である。
また五島列島のうち上五島と呼ばれるエリア（東側の中通島・若松島）にも路線網を有しており、これらの路線でもnagasaki nimoca、およびSUNQパスが使用できる。

### 運行している市町村
※高速バスのみ運行している市町村は除く。

#### 長崎県
- 佐世保市
- 北松浦郡佐々町
- 平戸市
- 松浦市
- 東彼杵郡
  - 川棚町
  - 波佐見町
  - 東彼杵町（長崎空港特急バスが彼杵本町に停車するのみ）
- 大村市（長崎空港特急バスが新大村駅前、試験場前、長崎空港に停車するのみ）
- 西海市（西海橋西口のみ）
- 南松浦郡新上五島町

#### 佐賀県
- 伊万里市
- 西松浦郡有田町
- 武雄市（三間坂線の赤田 - 三間坂駅前間）
- 嬉野市

### 主なターミナル

#### 長崎県
- 佐世保駅前バスセンター
- 佐々バスセンター
- 田平港
- 平戸桟橋
- ハウステンボスバスセンター
- 川棚バスセンター
- 青方[注釈 7]
- 有川港ターミナル

#### 佐賀県
- 嬉野バスセンター

### 廃止されたターミナル
- 伊万里バスセンター ※2009年9月廃止
- 松浦バスセンター ※2012年10月廃止
- 江迎バスセンター ※2017年8月廃止

### 現行路線
別名は停留所の別名、別名はかつて実際にあった停留所の別名
させぼバスに委託運行している桜木町線、山手地区の循環線（高梨↔花園線、高梨↔俵町線、花園↔俵町線）、祇園循環線、清水循環線以外の清水地区の路線（日野峠(比良町経由)線、総合教育センター線）、赤崎団地・下船越・俵ヶ浦線、木場入口線は佐世保市交通局を参照。

#### 相浦地区
相浦桟橋線
- （佐世保駅前以遠） - 松浦町国際通り - 佐世保市総合医療センター入口 - 日野峠 - 鹿子前入口 - 長崎県立大学前 - 木宮町 - 相浦 - 相浦桟橋
- （松浦町国際通り以遠） - 佐世保市総合医療センター入口 - SSK西門口 - 鹿子前入口 - 長崎県立大学前 - 大潟町 - 水産市場入口 - 相浦桟橋

（小浦）真申・佐々バスセンター線
- 佐世保駅前 - 松浦町国際通り - 佐世保市総合医療センター入口 - 日野峠 - 鹿子前入口 - 長崎県立大学前 - 木宮町 - 相浦郵便局前 （ - 第二ニュータウン） - 真申駅前 - 真申
- 佐世保駅前 - 松浦町国際通り - 佐世保市総合医療センター入口 - 日野峠 - 鹿子前入口 - 長崎県立大学前 - 木宮町 - 相浦郵便局前 （ - 第二ニュータウン） - 真申駅前 - 小浦駅前 - 口石別道 - 佐々バスセンター
- 佐世保駅前 - 松浦町中央公園口 - 俵町 - 大野 - 皆瀬局前 - 本山 - 木宮町 - 棚方 - 第二ニュータウン - 真申駅前（ - 小浦駅前 - 口石別道 - 佐々バスセンター）
  - 真申線は日野経由のみで、真申発の便は平日の朝に運行。2023年4月1日のダイヤ改正により、大野経由は平日のみ、2本が真申駅前までの区間便となった。

相浦循環線
- 佐世保駅前 - 松浦町国際通り - 佐世保市総合医療センター入口 - 日野峠 - 長崎県立大学前 - 木宮町 - 本山 - 皆瀬局前 - 大野 - 俵町 - 松浦町中央公園口 - 佐世保駅前
- 矢峰 → 労災病院入口 → 大野 → 皆瀬局前 → 本山 → 木宮町 → 長崎県立大学前 → 日野峠 → 佐世保市総合医療センター入口 → （松浦町国際通り以遠）
- 矢峰 → 労災病院入口 → 左石 → 俵町 → 松浦町国際通り → 日野峠 → 長崎県立大学前 → 木宮町 → バイパス本山 → 佐世保商業高校
  - 相浦地区を循環する路線。行きと帰りで経由地が異なり、行きが日野峠経由の場合は帰りが大野経由、行きが大野経由の場合は帰りが日野峠経由となり、ルートを問わず松浦町中央公園口で周回が完結する。
  - 大半は佐世保駅前を発着するが、朝には矢峰を出発する便が3本あり、このうち、平日はバイパス本山経由佐世保商業高校着の便、土日祝は矢峰着の便が1本ずつある。

大崎町線
- 佐世保駅前 - 松浦町国際通り - 佐世保市総合医療センター入口 - 日野峠 - 長崎県立大学前 - 朝日ヶ丘 - 美崎が丘 - 大崎町
- 佐世保駅前 - 松浦町中央公園口 - 俵町 - 大野 - 皆瀬局前 - 本山 - 木宮町 - 長崎県立大学前 - 朝日ヶ丘 - 美崎が丘 - 大崎町

佐世保実業高校線
- （佐世保駅前以遠） - 松浦町国際通り - 佐世保市総合医療センター入口 - （日野峠 又は SSK西門口） - 鹿子前入口 - 椎木町 - 佐世保実業高校
- 矢峰 → 労災病院入口 → 大野 → 皆瀬局前 → 本山 → 木宮町 → 長崎県立大学前 → 椎木町 → 佐世保実業高校
- 佐世保実業高校 → 椎木町 → 長崎県立大学前 → 木宮町 → 本山 → 皆瀬局前 → 大野 → 俵町 → 松浦町中央公園口 → 佐世保駅前
- 佐世保実業高校 → 星和台入口 → 美鳥ヶ丘 → 鹿子前入口 → SSK西門口 → 佐世保市総合医療センター入口 → 松浦町国際通り → 佐世保駅前 → 大宮町 → 大和町西龍橋 → 日宇駅前 → 桜馬場 → 黒髪

美鳥ヶ丘・母ヶ浦循環線
- 佐世保駅前 - 松浦町国際通り - 佐世保市総合医療センター入口 - 日野峠 - 鹿子前入口 - 長崎県立大学前 - 木宮町 - 小野春陽台前 - 母ヶ浦町 - 星和台入口 - 美鳥ヶ丘 - 鹿子前入口 - SSK西門口 - 佐世保市総合医療センター入口 - 松浦町国際通り - 佐世保駅前
- 佐世保駅前 - 松浦町国際通り - 佐世保市総合医療センター入口 - 日野峠 - 鹿子前入口 - （佐世保実業高校 又は 長崎短大・九文高校） - 母ヶ浦町 - 小野春陽台前 - 木宮町 - 長崎県立大学前 - 鹿子前入口 - SSK西門口 - 佐世保市総合医療センター入口 - 松浦町国際通り - （佐世保駅前以遠）
  - 2022年3月24日のダイヤ改正に伴い循環路線として新設。行きと帰りで経由地が異なり、行きが日野峠経由の場合は帰りがSSKバイパス経由、行きがSSKバイパス経由の場合は帰りが日野峠経由となり、ルートを問わず鹿子前入口で周回が完結する。
  - 大半は佐世保駅前を発着するが、平日夕方の1本が黒髪発となる。また、日野峠・母ヶ浦経由便とSSK・木宮経由便には朝夕の時間帯を中心に途中で佐世保実業高校又は長崎短大・九文高校に立ち寄る通学便が設けられているが、長崎短大・九文高校経由便は平日のみの運行となる。
  - 本路線はさせぼバスに委託運行している。

#### 北松地区（平戸・松浦・佐々・世知原・吉井・江迎）
福井・松浦線
- （佐世保駅前 - 松浦町中央公園口 - 俵町 - 大野 - 吉岡団地 - バイパス本山 - 芳の浦 - ）佐々バスセンター - 吉井 - 下直谷 - 福井 - 栢の木 - 庄屋 - 松浦駅前
  - 佐世保市と松浦市を結ぶ路線で日中ほぼ60分間隔で運転される。佐々バスセンターを発着する区間便も設けられている（佐々バスセンター着は平日のみの運行）。
  - 2000年までは松浦・御厨からさらに平戸口桟橋（現・田平港）まで運転される便もあり、1995年までは急行の設定もあった。2016年3月までは平日4便のみ御厨駅前発着便が運行されていたが、同年4月の改正で全便が松浦駅前発着に変更された。
  - 2022年3月24日のダイヤ改正により、佐世保駅前発着便は速達性向上を目的に全便皆瀬局前経由からバイパス本山経由（各停）へ変更され、佐々バスセンター発の草の尾入口経由便を廃止し、草の尾入口バス停も廃止された。

（芳の浦）佐々バスセンター・北部営業所線
- （佐世保駅前以遠） - 松浦町中央公園口 - 俵町 - 大野 - 皆瀬局前 - 本山 - 芳の浦 - 佐々バスセンター（ - 北部営業所）

（楠泊）大加勢・江迎線
- （小春 - 佐々役場 - ）佐々バスセンター - 口石別道 - 小佐々支所 - 楠泊 - 神崎入口 - 褥崎入口 - 大加勢 - 鹿町郵便局前 - 橋の元 - 鹿町工高前 - 江迎
  - 2012年10月1日のダイヤ改正で佐世保駅前ではなく佐々バスセンターを始発・終点とする便が多くなり、2022年3月24日のダイヤ改正で佐世保駅前までの直通系統が廃止され、佐々バスセンター - 江迎間が主体となった。大加勢を発着地として佐々バスセンターや江迎を結ぶ区間便も設けられており、平日には江迎発小春行が朝に2本運行されている。
  - 4月 - 5月の長串山公園つつじまつり期間には公園への登り口に臨時停留所が設置される。

世知原・吉井（知見寺）線
- 佐世保駅前 - 松浦町中央公園口 - 俵町 - 大野 - 四条橋 - 大野公民館前 - 天の久保 - 知見寺耳切 - 上野原 - 槍巻 - 世知原（ - 踊瀬 - 吉井）
  - 2022年3月24日のダイヤ改正で槍巻 - 佐々線が廃止（後述）されたことに伴い、知見寺線は全便吉井発着となったが、2023年4月1日のダイヤ改正で世知原発着便が設けられた。
  - 2025年4月のダイヤ改正で知見寺耳切 - 上野原間を板山トンネル経由へ変更されたことに伴い、小坂・板山・牟田の3ヶ所の停留所が廃止された。

（江迎）田平港・平戸線
- 佐世保駅前 - 松浦町中央公園口 - 俵町 - 大野 - 吉岡団地 - バイパス本山 - 芳の浦 - 佐々バスセンター - 小春 - 吉井 - 潜滝 - 江迎 - 萩田 - 田平港 - 平戸新町 - 平戸桟橋 （※半急行）
  - 佐世保市と平戸市を結び、日中ほぼ60分間隔で運転される幹線。佐世保駅前 - 吉井間を急行、吉井 - 平戸桟橋間を普通で運行する半急行のみ。半急行は、佐世保市内では国道204号のバイパスを通るため普通便や下記の北松線などとは一部経路が異なる。
  - ほぼ国道35号・国道204号に沿う。
  - 2019年3月のダイヤ改正までは日中ほぼ30分間隔で運転されていて、かつては特急バスや普通便、長崎（長崎駅前）からの直通便もあったが、普通便に関しては佐々バスセンター発平戸桟橋行の始発のみとなっている。
  - 貸切から路線改造されたトップドア車両も数多く存在していたが、混雑時には不向きであり2016年11月限りで全廃され、全て路線車に統一された。
  - 2023年4月1日のダイヤ改正に伴い、「平戸口桟橋」は「田平港」へ停留所名が変更となった[19]。

北松農業高校線
- 平戸桟橋 - 平戸新橋 - 猶興館高校入口（ - 田平港）- 北小学校入口 - 農業高校前
  - 2025年4月のダイヤ改正に伴って廃止された（肥首）農高前線のうち、平戸桟橋 - 農業高校前の区間便を独立した路線。4本のうち始発便を除く3本は平日のみの運行で学休日運休。そのうちの1本は田平港を経由する。

松浦－平戸線
- 松浦駅前 - 松浦市消防本部前 - 松浦発電所 - 御厨 - 大崎下 - 草切入口 - やよい幼稚園前 - 田平港 - 平戸新町 - 平戸桟橋
  - 2021年4月1日のダイヤ改正に合わせて区間内の一部の停留所名が変わり「中央診療所前」は診療所の廃止により「松浦市消防本部前」に名称変更されている[20]。

平戸高校前線
- 平戸口駅 - 田平港 - 猶興館高校入口 - 平戸新町 - 平戸桟橋 - 平戸新町 - 千里ヶ浜 - 川内 - 紐差 - 平戸市民病院 -  平戸高校前
  - 平戸島内を縦断する路線である。平日昼間には平戸口駅 - 平戸桟橋間の区間便も1日1往復運行されている。
  - 2020年9月30日までは平戸営業所 - 紐差 - 志々伎 - 宮の浦間を運行する路線だったが、同年10月1日のダイヤ改正に伴って起終点が平戸口駅に変更された一方、これまで志々伎始発・終着だった便のほとんどが平戸高校前始発・終着に短縮され、宮の浦を始終着とする便は宮の浦発が早朝、宮の浦着が最終便の各1便ずつとなり、全体の運行本数も2便減便された[21]。さらに、2021年9月30日をもって平戸高校前 - 宮の浦間が廃止され[22]、路線名が「平戸高校前線」となった。
  - なお、路線が短縮された平戸高校前－宮の浦間には代替路線として平戸ふれあいバスの紐差・宮の浦線が運行され、紐差で接続するダイヤが組まれるようになっている[23]。

田助・薄香・田の浦線
- （平戸営業所 - 供養川 - 平戸中学校下 - 平戸新町 - 平戸桟橋 - 供養川 - ）平戸営業所 - 田助 - 曲り公会堂前 - 平戸営業所 - 供養川 - 平戸桟橋 - 平戸新町 - 薄香桟橋 - 平戸新町 - 平戸桟橋 - 供養川 - 平戸営業所（ - 田助 - 光の園保育園前 - 田の浦）
  - 平戸営業所を起終点に田助や薄香方面を周る循環路線。
  - 系統は多岐にわたり、平戸桟橋 - 平戸営業所を直通する便、平戸営業所 - 田の浦の区間便、平戸桟橋（又は平戸新町）を出発して田助を経由して平戸桟橋に到着する便、平戸桟橋・平戸中学校下を経由する便も運行されている。朝の田の浦行は田助と薄香桟橋を交互に2回経由する複乗循環となる。
  - 薄香系統はかつて1991年までは、薄香桟橋から生月島へのフェリーに接続する連絡路線として運転され、早朝に薄香桟橋から佐世保駅前や平戸口駅まで直通する便もあった。

#### 柚木・大野地区
佐世保市内中心部では、佐世保駅前 - 松浦町間の市街地を中心にして南北に路線が延びており、市街地を通って各地を結ぶバスが多数運転されている。このうち、早岐方面（早岐地区、ハウステンボス、西海橋方面）への路線は柚木・大野地区、佐々バスセンター、佐世保市総合医療センター入口が発着点となっている。
柚木線
- （佐世保駅前以遠） - 松浦町中央公園口 - 俵町 - 大野 - 四条橋 - ふたつ岩 - 池野 - 十郎井手 - 柚木中央区 - 柚木
- （佐世保駅前以遠） - 松浦町中央公園口 - 俵町 - 上の角 - 工業高校前 - 労災病院入口 - 淀姫神社前 - 矢峰 - 藤山神社入口 - 柚木
  - 各路線と直通運転される市内路線。国道204号から分岐し、大野を通って左石駅前に入る池野経由と上の角から入る矢峰経由の2つのルートがあり、矢峰経由が国道498号に沿う。矢峰経由便は旧佐世保市交通局でも運行され、2000年代に一旦廃止されていたが、2022年3月24日のダイヤ改正に伴い、一部の便をさせぼバスへ委託運行する形で復活した。
  - 柚木発の便は佐世保駅前行・重尾行が池野経由・矢峰経由それぞれに設定されており、重尾行には複数の経由ルートを設けている。また朝の通学便として、矢峰経由には佐世保東翔高校行、池野経由には長崎国際大学行や同大学を経由するハウステンボス西門行も運行されている。

佐世保商業高校線
- （戸尾町以遠） - 松浦町中央公園口 - 俵町 - 大野 - 吉岡団地 - 佐世保商業高校
- 佐々バスセンター - 芳の浦  - バイパス本山 - 佐世保商業高校
- 佐世保商業高校 → バイパス本山 → 木宮町 → 長崎県立大学前 → 日野峠 → 松浦町国際通り → 俵町 → 大野 → 西高校入口（大野車庫）
  - 佐世保商業高校の通学路線であるが、吉岡団地等の住宅地を通るため、朝夕の通学時間帯だけでなく日中や休日にも一定の運行本数が確保されている。
  - 平日には北松地区の佐々バスセンターを発着する便、7時台に1本のみ鯨瀬ターミナルを出発する便、バイパス本山から相浦地区を周って西高校入口（大野車庫）に到着する便が設けられている。

#### 山祇地区
戸尾→山祇循環線
- （松浦町以遠） → 京町 → 戸尾中央通 → 山祗町 → 勝富町 → 島瀬町 → （松浦町中央公園口以遠）
- （松浦町以遠） → 京町 → 戸尾中央通 → 山祗町 → 勝富町 → 京町 → 佐世保駅前

#### 木風地区
木風線
- （佐世保駅前以遠） - 大宮町 - 藤原橋 - 木風橋 - 木風町

#### 清水地区
清水循環線
- （佐世保駅前以遠） → 谷郷町 → 比良町 → 宮田町 → 谷郷町 → （佐世保駅前以遠）

#### 赤崎地区
九十九島水族館線
- （佐世保駅前以遠） - 松浦町国際通り - 佐世保市総合医療センター入口 - 日野峠 - 鹿子前入口 - パールシーリゾート九十九島水族館
- （佐世保駅前以遠） - 松浦町国際通り - 佐世保市総合医療センター入口 - SSK西門口 - パールシーリゾート九十九島水族館
- パールシーリゾート九十九島水族館 → 鹿子前入口 → 長崎県立大学前 → 木宮町 → バイパス本山 → 佐世保商業高校
  - 九十九島遊覧船が発着する九十九島パールシーリゾートへの連絡路線。佐世保駅前を発着するSSK経由便には快速便が毎日5往復運行されている。また、平日朝には相浦地区を周ってバイパス本山を経由する佐世保商業高校行も1本設けられている。

九十九島観光公園線
- （佐世保駅前以遠） - 松浦町国際通り - 佐世保市総合医療センター入口 - 西小島町 - 天石 - 鴛の浦分道 - 九十九島動植物園前 - 船越 - 下船越 - 展海峰 - 九十九島観光公園
  - 2022年3月24日のダイヤ改正に伴い、従来の展海峰線を動植物園経由に一本化したうえで、九十九島観光公園まで延伸した路線
  - 2023年4月1日のダイヤ改正に合わせて停留所名が変わり、「動植物園前」は「九十九島動植物園前」に変更した[19]。

#### 若葉
若葉循環線
- （佐世保駅前以遠） → 福石観音前 → 観音裏 → 須田尾町入口 → 下須田尾 → 若葉中央 → 観音裏 → 福石観音前 → （佐世保駅前以遠）
  - 1時間に1本程度運行。幹線の福石観音前から1区間先の観音裏以北で反時計回りの循環運転をする。

#### 天神地区
十郎原・東浜線
- （佐世保駅前以遠） - 大宮町 - 東天神 - 天神町 - 西天神 - 十郎原 又は （ - 十郎原） - 東浜入口 - 東浜町
- （佐世保駅前以遠） - 大宮町 - 中央病院入口 - 工業団地前 - 東大和 - 天神二丁目 - 西天神 - 十郎原 又は （ - 十郎原） - 東浜入口 - 東浜町
- 東浜町 → 東浜入口 → 十郎原 → 西天神 → 天神二丁目 → 天神二丁目入口 → 大宮町 → 佐世保駅前 → 松浦町中央公園口 → 俵町 → 上の角 → 工業高校前 → 労災病院入口 → 淀姫神社前 → 矢峰
- 東浜町 → 東浜入口 → 十郎原 → 西天神 → 天神町 → 天神二丁目入口 → 東大和 → 工業団地前 → 日宇駅前 → 桜馬場 → 黒髪
  - 十郎原までの区間便があるほか、天神町経由東浜町行には十郎原を経由する便もある。また、十郎原団地内は自由乗降区間である。
  - 2024年4月のダイヤ改正に伴い、天神二丁目経由の便は大宮町 - 天神二丁目間を西大和 - 東大和間で迂回するルートに変更され、天神二丁目入口を経由する便は朝の矢峰行と黒髪行（いずれも東浜町発）の2本のみとなり、黒髪行は平日のみの運行となった。

沖新町・東浜線
- （佐世保駅前以遠） - 大宮町 - 中央病院入口 - 工業団地前 - 高専グラウンド前 - 沖新町（ - 辻の下 - 中波止 - 東浜入口 - 東浜町）
  - 沖新町を発着する区間便もある。

天神循環線
- （佐世保駅前以遠） - 大宮町 - 東天神 - 天神町 - 西天神公民館前 - 自衛隊官舎前 - 中大黒 - （佐世保駅前以遠）
  - 福石観音前で周回が完結する大回り便が双方向あり、時計回りは「大宮経由」、反時計回りは「大黒経由」と呼ばれる。

教育隊線
- （佐世保駅前以遠） - 中大黒 - 自衛隊官舎前 - 轟 - 教育隊前
- （佐世保駅前以遠） - 大宮町 - 上東山 又は 天神町 - 轟 - 教育隊前
  - 崎辺町にある佐世保教育隊（佐世保地方隊）を発着する路線。天神町を経由する便は平日夕方の教育隊前行1本のみとなる。2025年4月のダイヤ改正で佐世保駅みなと口停留所が廃止され、全便佐世保駅前経由での運行となった。

#### 大岳台
大岳台循環線
- （佐世保駅前以遠） - 大宮町 - 中央病院入口 - 土場 - 造船所前 - 尼潟 - 大岳台中央 - 大岳台東口 - 卸団地南口 - 卸本町 -卸本町入口 - 桜馬場 - 日宇駅前 - 大和町西龍橋 - 大宮町 - （佐世保駅前以遠）
  - 行きと帰りで経由地が異なり、行きが尼潟経由の場合は帰りが桜馬場経由に、行きが桜馬場経由の場合は帰りが尼潟経由となり、どちらのルートでも西大和で周回が完結する。
  - 下の原線同様、2022年3月24日の改正までは全便させぼバスによる委託運行であったが、大半の便が西肥バス運行便となった。

#### 早岐地区・西海橋・ハウステンボス方面
もみじが丘団地線
- （佐世保駅前以遠） - 大宮町 - 大和町西龍橋 - 日宇駅前 - 桜馬場 - 南高校前 - 黒髪 - 椿ヶ丘 - もみじが丘 - 大塔小学校前（ - 食品団地会館前）
- （白岳町入口以遠） - 日宇駅前 - 桜馬場 - 南高校前 - 黒髪 - 椿ヶ丘 - もみじが丘 - 大塔小学校前 - 卸本町入口 - 大塔新田 - 早岐田子の浦 - 早岐支所シルバーボウル前 - 早岐駅前 - 宮崎橋 - （金田橋 又は 広田三丁目） - 重尾（ - 佐世保東翔高校）
  - 桜馬場 - 食品団地入口間を南高校前 - 大塔小学校前で迂回する路線。大宮市場下 - 大和町西龍橋間を通る大宮町経由が基本だが、重尾や佐世保東翔高校発着便には稲荷町 - 大和町間を通る藤原橋経由もある（佐世保東翔高校発着便は朝の到着便1本を除き、学休日を除く平日のみの運行）。
  - 大塔小学校前と食品団地会館前を発着する便はさせぼバスによる委託運行である。

下の原線
- （卸本町入口以遠） - 大塔町 - 早岐田子の浦 - 早岐支所シルバーボウル前 - 早岐駅前 - 小森橋 - 中原町入口 - 下原橋
  - 三川内地区直前の下原橋までを結ぶ路線。日宇バイパスを経由する西高校入口（大野車庫）発着便ともみじが丘を経由する黒髪発着便があり、西高校入口発着便は1日1往復(西高校入口(大野車庫)発は夕方、下原橋発は朝）、黒髪発着便は平日のみ1日2往復の運行となる。
  - 2022年3月24日の改正までは全便させぼバスによる委託運行であったが、西高校入口（大野車庫）発着便については西肥バスによる運行となった。
  - 2025年4月1日の改正で陽光台入口停留所が廃止され、全便大塔町経由での運行となった。

広田工業団地線
- （佐世保駅前以遠） - 藤原橋 - 大和町 - 日宇駅前 - バイパス中央 - 卸本町入口 - 大塔新田 - 早岐田子の浦 - 早岐支所シルバーボウル前 - 早岐駅前 - 広田工業団地 - 石浜 - 広田三丁目 - 重尾（ - 佐世保東翔高校）
  - 日宇駅前 - 卸本町入口間を日宇バイパス（バイパス中央）で経由し、住吉橋から広田工業団地を通り、石浜で折り返して広田駐在所前へ進む路線。朝には佐世保東翔高校までの通学便もある。

エコスパ佐世保・クレールの丘団地線
- （佐世保駅前以遠） - 藤原橋 - 大和町 - 日宇駅前 - 桜馬場 - 卸本町入口 （ - 大塔インター口）（ - エコスパ佐世保） - クレールの丘中央 - （有福以遠）
- 重尾 - 広田三丁目 - 宮崎橋 - 早岐駅前 - 早岐支所シルバーボウル前 - クレールの丘中央 - 有福 - 指方 - 東明中学校前 - 葉山 - 西海橋東口 - 西海橋西口
  - クレールの丘団地内を横断して有福を経由する路線。平日のみ大塔インター口・エコスパ佐世保を経由する便がある。
  - 2025年3月までは重尾を発着していたが、同年4月のダイヤ改正により大半の便が西海橋西口発着となり、重尾便は佐世保市総合医療センター入口発重尾行の1日2本に縮小。また、平日のみ、クレールの丘団地を経由して重尾と西海橋西口を結ぶ便が1日1往復設けられた。

佐世保－花高団地線
- （佐世保駅前以遠） - 藤原橋 - 大和町 - 日宇駅前 - 桜馬場 - 卸本町入口 - 大塔新田 （ - 若竹台県営アパート） - 花高一丁目 - 花高四丁目 - 早岐駅東口前 - イオンタウン早岐 - 広田三丁目 - 重尾（ - 佐世保東翔高校）
  - 大塔新田から花高団地内を周る路線。早岐警察署前と陣の内の間に若竹台団地内を周る若竹台経由便があるほか、広田工業団地線同様、朝には佐世保東翔高校までの通学便もある。
  - 以前は早岐支所シルバーボウル前を発着地とする便が存在したが、2022年3月24日のダイヤ改正により、発着地が重尾に一本化され、全便広田三丁目を経由するようになった。

花高－大塔循環線
- 重尾 - 広田三丁目 - イオンタウン早岐 - 早岐駅東口前 - 花高四丁目 - 花高一丁目 - 大塔新田  - 大塔インター口 - 大塔新田 - 早岐田子の浦 - 早岐支所シルバーボウル前 - 早岐駅前 - 宮崎橋 - 広田三丁目 - 重尾
  - 2022年3月24日のダイヤ改正により新設された路線で、重尾を出発して大塔インター口で折り返して重尾に戻る路線。花高団地から回るルートと早岐支所シルバーボウル前から回るルートがある。2025年4月のダイヤ改正で平日のみ1日3本（花高団地回り1本、早岐支所シルバーボウル前回り2本）の運行に縮小された。

西海橋線
- （観潮橋以遠） - 有福 - 指方 - 東明中学校前 - 葉山 - 西海橋東口 - 西海橋西口
  - 佐世保駅前以遠便と重尾発着便に分かれている。佐世保駅前以遠便の大半は佐世保市総合医療センター入口を発着するが、西高校入口（大野車庫）から出発する便や、佐世保商業高校行の便も設けられている。
  - 西海橋西口 - 佐世保東翔高校間の通学ダイヤは行きと帰りで経由地が異なり、朝の佐世保東翔高校行は金田橋経由、夕方の西海橋西口行は広田三丁目経由となる。（西海橋西口行は平日のみで学休日運休）
  - 平日朝には、指方発長崎国際大学行の通学ダイヤが1本設けられている。（学休日運休）
  - 2025年4月のダイヤ改正に伴ってTAOYA西海橋発着便が廃止（同時に西海橋(先針尾)停留所も廃止）され、西海橋西口発着に一本化された。

長崎国際大学・ハウステンボス線
- （佐世保駅前以遠） - 藤原橋 - 大和町 - 日宇駅前 - バイパス中央 - 卸本町入口 - 大塔新田 - 早岐田子の浦 - 早岐支所シルバーボウル前 - 早岐駅前 - 宮崎橋（ - 長崎国際大学） - ハウステンボス（ - ウインズ佐世保） - ハウステンボス西門
- 重尾 → 広田三丁目 → イオンタウン早岐 → 早岐駅東口前 → 花高四丁目 → 花高一丁目 → 早岐支所シルバーボウル前 → 早岐駅前 → 宮崎橋 → 長崎国際大学 → ハウステンボス → ハウステンボス西門
  - 朝には花高団地や長崎国際大学を経由する重尾発の便や前述した柚木発長崎国際大学行の通学ダイヤが1本ずつ設けられている。土日祝のハウステンボス西門行（佐世保駅前以遠発の便のみ）は中央競馬開催時のみ、夕方以降の2本を除きウインズ佐世保を経由する。長崎国際大学行は2019年3月23日以前は大宮町を経由していたが、以降は藤原橋経由に変更されている。
  - ハウステンボス開業以来、ハウステンボス西門までの運転だったが、2010年に園内一部無料化にともない同年7月17日から園内のハウステンボス港町まで路線延長された。しかし、場内でイベント開催時はハウステンボス西門までの運行となる。
  - 2012年10月1日のダイヤ改正より、一部の便の発着を針尾米軍住宅まで変更して運行開始した。
  - 2015年5月1日より、園内の全面再有料化に伴いハウステンボス港町までの便はハウステンボス西門まで路線短縮された。また、4月30日をもって、ハウステンボス港町・ホテルヨーロッパ前の両停留所は廃止となった。
  - 2019年3月24日まではクレールの丘 - 指方経由の便が運行されていたが、終着地変更に伴い運行がなくなった。また、針尾米軍住宅までの路線もハウステンボス西門までに短縮された。
  - 2022年3月24日のダイヤ改正により、全便バイパス中央（日宇バイパス）経由となった。

#### 嬉野・波佐見・伊万里
佐世保－波佐見・嬉野線
- （早岐中学校前以遠） - 三川内駅前 - 岩崎 - 波佐見役場前 - 舞相 - 内海 - 永尾山 - 内野住宅前（ - 嬉野） （ - 嬉野医療センター）
- （早岐中学校前以遠） -  三川内駅前 - 岩崎 - 下宿 - 川内 - 波佐見高校
  - 藤原橋や早岐田子の浦を経由する佐世保駅前以遠発着便と早岐支所シルバーボウル前や宮崎橋を経由する重尾発着便がある。なお、嬉野医療センター便は重尾発と佐世保駅前行が各1本ずつ運行、波佐見高校発の便は佐世保駅前行のみとなる。平日の朝には内海発金田橋経由佐世保東翔高校行も1本運行されている。
  - 2014年4月のダイヤ改正で佐世保市内から波佐見高校まで直通する路線が新設された[24]。
  - 2019年6月2日から、嬉野医療センターの移転に伴い、嬉野医療センター前を嬉野老人福祉センター前に改称するとともに、嬉野から先に6つのバス停を新設して嬉野医療センターまでに路線延長された[25]（路線延長により嬉野医療センター行が新設された）。
  - 2022年3月24日のダイヤ改正に伴い、嬉野線に佐世保駅前を発着する便が新設された。
  - 2024年4月1日のダイヤ改正に伴い、嬉野線に内野住宅前（嬉野車庫）を発着する便が新設された。

佐世保－伊万里線
- （佐世保駅前以遠） - 藤原橋 - 日宇駅前 - 桜馬場 - 卸本町入口 - 大塔新田 - 早岐田子の浦 - 三川内支所前 - 伊万里口 - 前田（ - 伊万里有田共立病院前） - 作井手 - 川西 - 伊万里駅前 
  - 2012年3月1日から、平日の一部の便が伊万里有田共立病院を経由するようになり、伊万里駅前から伊万里有田共立病院までの区間便も運転されていた。また、曲川 - 伊万里有田共立病院前間は有田町コミュニティバス（西肥自動車に運行委託）も運行している。

大川内山線
- 伊万里駅前 - 東町 - 小式原 - 平尾 - 下吉田 - 正力坊 - 大川内山
- 伊万里駅前 - 総合庁舎前 - 立花中央 - 伊万里温泉前 - 平尾 - 下吉田 - 正力坊 - 大川内山
  - 伊万里市役所前を経由する系統は、かつての伊万里市役所循環線だったものが2002年に廃止されて本路線に統合されたものである。それ以前に、1999年から2001年までは伊万里 - 三間坂 - 武雄線に大川内山を経由する系統も設定されていた。

三間坂線
- （伊万里実業高校農林キャンパス前 ← ）伊万里駅前 - 東町 - 小式原 - 大川内小学校前 - 鼓 - 岩谷 - 宮の上原 - 大野 - 白水 - 三間坂駅前
  - かつては武雄温泉駅前・甘久（武雄営業所）まで運行されていて、武雄市内の御船が丘小学校を経由する系統もあったが、2002年に三間坂駅前までに路線縮小された。さらに1995年までは、平戸桟橋から伊万里を経由して武雄まで直通する急行バスもあった。なお、路線内にある「大野」は佐世保市にも同じ停留所名が存在しているため、時刻表では「大野(伊万里)」と表記し、区別されている。

伊万里－波多津－福島線
- （伊万里実業高校農林キャンパス前 ← ）伊万里駅前 - 相生橋 又は 本町 - 生島橋 - 本瀬戸 - 黒川 - 青嶺中学校 - 波多津 - 福島公園入口 - 福島支所前
  - 福島支所前を出発する便のうち、平日朝の1本は伊万里実業高校農林キャンパス前行となる。
  - 1995年までは、大野（佐世保市）・佐世保駅前から伊万里を経由して福島港（現・福島支所前）まで直通する便もあった。
  - 2023年4月1日のダイヤ改正により、社会福祉センター前 - 福島支所前の運行区間が変更となり、新たに福島養源小学校前停留所が設置された[19]。

#### 長崎空港
長崎空港線
- 〈空港特急〉（佐々IC - 佐々バスセンター - 松浦町国際通り - ）佐世保駅前 - 藤原橋 - 日宇駅前 - バイパス中央 - 早岐田子の浦（ - ハウステンボス）- 川棚バスセンター - 彼杵本町 - 新大村駅前 - 試験場前 - 長崎空港
  - 2011年11月のダイヤ改正で西九州自動車道佐々IC - 佐世保中央IC経由に変更となった。それ以前は、佐世保駅前から佐世保市街へは、京町、島瀬町、佐世保市役所前、俵町に停車し、大野発着だった。
  - 2014年10月のダイヤ改正で長崎空港行1便のみ、佐世保駅前始発となった。
  - 2015年1月6日のダイヤ改正で、高速道路経由の実証実験開始に伴い、7便が西九州自動車道佐世保みなとIC - 長崎自動車道大村IC経由のノンストップ便となった。ノンストップ便は、佐々インター→長崎空港(1便)、ハウステンボス⇔長崎空港（2.5往復）、長崎空港→佐世保駅前（1便）の運行であった。
  - 2015年2月1日のダイヤ改正で、高速道路経由の長崎空港行1本が試験場前を経由するようになった。
  - 2015年3月29日のダイヤ改正で、高速道路経由の実証実験終了に伴い、全便空港特急に変更となった。
  - 2015年12月1日のダイヤ改正で、長崎空港行2便が佐世保駅前始発に、佐々バスセンター行2便が松浦町国際通りまでに短縮になった。
  - 2018年3月25日のダイヤ改正で、佐々発着の便が大幅に佐世保市内発着に短縮され、ハウステンボス - 長崎空港間の区間便が新設された。
  - 2023年10月29日のダイヤ改正で、彼杵本町と試験場前の間に新大村駅前が新設され、同時に、所要時間維持を図るため、彼杵本町 - 新大村駅前間が長崎自動車道（東そのぎIC - 大村IC）経由に変更された[26][27]。
  - 2023年10月のダイヤ改正時点では発着地は佐々（長崎空港着はインター発、長崎空港発はバスセンター着）又は佐世保駅前となる。また、長崎空港行の始発便を除く全便がハウステンボスを経由するため、ハウステンボス区間便は運行されていない。

#### 上五島地区
2014年10月1日のダイヤ改正で全域にわたって土休日運行の減回が行われている。また2021年10月以降、予約制乗合タクシー「Smart GOTO」の導入に伴い運行休止となった路線もある（後述）。
なお、カッコ内はこの停留所を経由しない便があること、太字はこの停留所を終着とする便があることを意味する。また、一部の路線・便では、3月から10月までの夏ダイヤと11月から2月までの冬ダイヤがあり、最終便の運行時間が変わる。
青方循環線
- 青方 - 上五島高校前 - 榎津 - 青砂浦別道 - 奈摩 （ - 矢堅目） - 青方
  - 榎津を先回りする榎津経由と奈摩を先回りする奈摩経由がある。
  - 矢堅目を経由する便は奈摩経由便のうちの2本である。

青方－有川線
- （青方港相河ターミナル - ）青方 - 上五島高校前 - （箒山） - 有川 - 有川港ターミナル
  - 上五島地区の幹線路線である。時間帯により、箒山を通らず七目トンネルを経由する便もある。
  - 有川港ターミナル行の始発便は青方港相河ターミナル発となり、野母商船が運航するフェリー太古の下り便に接続するダイヤで運行される。このため、フェリー太古の休航日は青方港相河ターミナル - 青方間が運休となる。

青方－船崎線
- （上五島高校前 ←）青方 - 大曽 - 船崎
  - 平日のみ、船崎からの始発便は上五島高校行きとなる。

青方－立串線
- 青方 - 上五島高校前 - 榎津 - 青砂浦別道 - 青砂ヶ浦天主堂前 - 小串入口（ - 小串） - 立串
- 青方 ← 上五島中学校前 ← 奈摩 ← 青砂浦別道 ← 青砂ヶ浦天主堂前 ← 小串入口 ← 小串 ← 立串
  - 上りのみ1日2本、奈摩経由の便が設定されている。

青方－江の浜・頭ヶ島教会線
- （青方 - ）有川港ターミナル - 有川 - 赤尾 - 友住 - （江の浜） -  頭ヶ島天主堂
  - 頭ヶ島天主堂を発着する便は平日1日3往復・土休日1日2往復の運行となっている。
  - 有川港ターミナルから青方へ足を延ばす便、また青方から江の浜へ向かう便も運行されている。

有川－阿瀬津－鯛の浦線
- 有川港ターミナル - 有川 - 箒山 （ - 阿瀬津） - 鯛の浦
- 青方 - 上五島高校前 - 箒山 （ - 阿瀬津） - 鯛の浦 - 干切

有川－太田線
- 有川港ターミナル - 有川 - 太田

有川－高井旅－奈良尾線
- （有川港ターミナル - ）青方 - 相河桟橋 - 今里 （ - 今里峠） - 浜の浦入口 - 郷の首 - 白魚入口 - 高井旅 （ - 奈良尾幼稚園）（ - 奈良尾医療センター）（ - 奈良尾港ターミナル） - 奈良尾支所前 - 奈良尾車庫前
  - 国道384号の道路改良により一部区間の経路変更や短絡化が行われているが、旧道の今里峠を経由する便もある。
  - 旧奈良尾町内では経由地が複数存在するため、奈良尾幼稚園入口・奈良尾医療センター・奈良尾港ターミナルを経由しない便、また通過バス停の順番が前後する便もある[注釈 10]。
  - 2022年3月31日までは平日のみ1日1往復、上五島病院前 - 青方 - 白魚入口 - 若松港ターミナル間を結ぶ便も運行されていたが、2022年4月1日より予約制乗合タクシー「Smart GOTO」の導入に伴い運行休止となった[7]。

奈良尾－浜串線
- 奈良尾車庫前 （ - 奈良尾港ターミナル）（ - 奈良尾医療センター） - 小奈良尾脇 （- 中五島高校） - 高井旅 - 奈良尾中学校前 - 福見 （ - 福見教会下） - 中山体育館 （ - 岩瀬浦 - 中山体育館） - 浜串入口 - 浜串 [注釈 10]
  - 岩瀬浦経由便は中山体育館から岩瀬浦内や天満神社前を回って再び中山体育館に戻る循環ルートとなる。
  - 奈良尾車庫前行の昼の1便は高井旅の1つ前の奈良尾中学校発となる（学休日運休）。

有川－（青方）干切・浜串線
- 有川港ターミナル - 有川 - 中野 - 鯛の浦 - 上の佐野原 - 神之浦 - 船隠入口 - 船隠教会（ - 船隠）- 干切
- 有川港ターミナル - 有川 - 中野 - 鯛の浦 - 神之浦 - 船隠入口 - 浜串入口
- 有川港ターミナル → 有川 → 青方 → 三日浦 → 上の佐野原 → 神之浦 → 船隠入口 → 浜串入口 → 浜串
- 有川港ターミナル ← 有川 ← 中野 ← 鯛の浦 ← 神之浦 ← 船隠入口 ← 干切 ← 船隠入口 ← 浜串入口 ← 浜串
  - 浜串発着便は1日1往復の運行。行き帰りで経由地が異なり、浜串行は青方・上の佐野原経由、有川港ターミナル行は干切・鯛の浦経由となる。また三日浦 - 上の佐野原 - 神之浦間の道路が非常に狭隘なため、小型バスで運行されている。
  - 学休日を除く平日には、鯛の浦発干切行の区間便（学休日の平日は出発地が有川港ターミナルとなる）や干切発中野行がそれぞれ1本ずつ運行されている。

奈良尾－中五島高校線
- 奈良尾車庫前 - 高井旅 - 中五島高校
- 浜串 - 奈良尾中学校前 - 高井旅 - 中五島高校
  - 中五島高校行は朝の1便が浜串発（岩瀬浦・福見教会経由）となるのを除いて奈良尾車庫前発となる。また、中五島高校発の便は朝の始発が奈良尾福祉センター前・奈良尾医療センター経由、夕方以降の便は高井旅経由奈良尾車庫前行または浜串行となる。
  - 中五島高校発の夏ダイヤ・冬ダイヤに加え、奈良尾車庫前発・中五島高校発の各1便は3月 - 9月までのダイヤと10月から2月までのダイヤもある。
  - 学休日や土日祝は中五島高校行は朝の浜串発のみ、奈良尾車庫行は朝の始発便のみの1日1往復となる。

##### 運行休止路線
青方－津和崎線（2021年10月1日より運行休止中）
- （青方 - 上五島高校前 - 榎津（奈摩） - 青砂浦別道 - 青砂ヶ浦天主堂前 - 小串入口（ - 小串） -） 立串 - 江袋教会前 - 仲知教会前 - 赤波江入口 - 津和崎
  - 青方から中通島の最北部に当たる津和崎まで運行されていたが、2021年10月1日より路線の末端部に当たる立串－津和崎間は予約制乗合タクシー「smart GOTO」の運行開始に伴って運行を休止し[28]、残った区間は青方－立串線に改名されている。

若松島内線（2022年4月1日より運行休止中）
- 若松港ターミナル - （土井ノ浦） - （里の浦） - （中央小学校） - 筒ノ浦 - 堤
- 若松港ターミナル - 中央小学校 - 月ノ浦終点
- 若松港ターミナル - 中央小学校 - 筒ノ浦 - 漁生浦 - 有福西 - 有福東 - 日島
  - 新上五島町スクールバスとして運行されていたものを引き継いで2014年4月1日から運行を開始した。
  - 若松島内線は平日と土休日でダイヤが大幅に変わる。また、学校行事がある場合にのみ中五島高校から若松島内へ直通運行される便も存在する。
  - 若松島内線ではnagasaki nimocaは利用できない。
  - 予約制乗合タクシー「Smart GOTO」の導入に伴い、2022年3月31日限りで運行休止となった[7]。

奈良尾－若松港線（2022年9月1日より運行休止中）
- 奈良尾車庫前 - （奈良尾港ターミナル） - （奈良尾医療センター） - 桐古里 - （白魚入口） - （中五島高校） - 若松港ターミナル
  - 一部の便では桐入口と白魚入口の通過順番が前後するものもある。また青方-奈良尾線と同様に旧奈良尾町内では経由地が複数存在するため、奈良尾幼稚園入口や奈良尾港ターミナルを経由しない便、あるいは通過バス停の順番が前後する便もある。
  - 中五島高校 - 若松港ターミナル間は新上五島町スクールバスとして運行されていたものを引き継ぎ、2014年4月から西肥バスの一般路線として運行されており、この区間ではnagasaki nimocaは利用不可となる。学休日は中五島高校を経由せずに若松港ターミナルへ向かう。
  - 予約制乗合タクシー「Smart GOTO」の導入に伴い、2022年8月31日限りで運行休止となった[29]。これに伴い、中通島と若松島の間を公共交通機関で移動することはできなくなった。

青方－飯の瀬戸線（2022年9月1日より運行休止中）
- （上五島中学校前 - ）青方 - 今里大橋 （ - 小浜） - 浜の浦小学校前 - 浜の浦 - 猪の浦入口 （ - 猪の浦）（ - 青木）（ - 焼崎） - 飯の瀬戸
  - 浜の浦 - 飯の瀬戸間は道路が狭隘なため、中型車で運行されている。
  - 猪の浦・青木・焼崎の各バス停は上りか下りのいずれかの便が経由する。例えば下り便がこれらのバス停を経由する場合、折り返しの上り便はこれらのバス停には寄らない。
  - 早朝には青木発飯の瀬戸行の区間便も運行されている。
  - 予約制乗合タクシー「Smart GOTO」の導入に伴い、2022年8月31日限りで運行休止となった[29]。

#### コミュニティバス
（西肥自動車が運行を担当するコミュニティバス）
- 「まめバス」[30]（佐世保市大野地域）
- 有田町コミュニティバス[31]（西松浦郡有田町）
- 「いまりんバス」[32]（伊万里市）

#### 行先・経由番号の表示
2014年10月より、佐世保市内からの路線については新たに行先・経由番号を表示するようになった。
方面をアルファベット、行先を番号で表示し、さらにハイフンの後に経由番号を表示する形となっている。（例えば、日野峠経由相浦桟橋行の行先表示番号は"M1-1"）
西肥バスの行先・経由番号については、外部リンクを参照されたい。

### 廃止路線
1990年以降に廃止された主な路線・区間。（※長距離路線、および廃止代替バス等が運行されている路線・区間）

#### 1990年代
佐世保 - 唐津 - 博多線
- 佐世保駅前 - 早岐田子の浦 - 伊万里 - 唐津大手口 - 前原 - 博多バスターミナル
  - 特急・急行バスを昭和自動車と共同運行していたが、1991年に廃止。佐世保 - 唐津間のみ、昭和自動車が単独運行を続けたが、翌年には廃止された。

宇久島内線
- 平桟橋 - 神浦入口 - 本飯良 - 大久保 - 木場
  - 1992年から宇久観光バスが代替運行。（旧北松浦郡宇久町・現在は佐世保市）

小値賀島内線
- 小値賀港ターミナル - 笛吹 - 中村入口 - 中山 - 前方 - 小値賀空港
- 小値賀港ターミナル - 笛吹 - 中村入口 - 中山 - 唐見崎
- 小値賀港ターミナル - 笛吹 - 中村入口 - 柳波止場 - 浜津 - 斑
  - 1992年から小値賀交通が代替運行。（北松浦郡小値賀町）

雲仙線
- 佐世保駅前 - 長崎空港 - 諫早駅前 - 小浜 - 雲仙
  - 特急バスを長崎県交通局・島鉄バスと共同運行していたが、1996年に廃止

佐世保 - 大村 - 長崎線
- 佐世保駅前 - 大村 - 諫早駅前 - 矢上 - 長崎駅前
  - 急行バスを長崎県交通局と共同運行していたが、1996年に廃止

梅原・桃川線
- （甘久 - 武雄温泉駅前 - ）茅場 - 海正原 - 梅原 - 井手の上 - 多々良 - 桃川駅前
- （甘久 - 武雄温泉駅前 - ）茅場 - 海正原 - 梅原 - 井手の上 - 柿田代 - 本部 - 桃川駅前
- （有田駅前・三間坂駅前 - ）大野入口 - 臼の川内 - 海正原 - 梅原
  - 1990年に多々良・柿田代までに路線縮小された後、1998年に廃止。梅原には車庫もあった。
  - 三間坂駅前 - 大野入口 - 海正原間は武雄市予約制乗合タクシーで利用可。海正原 - 柿田代間は、2010年に運行開始した武雄市市内循環バス武内・武雄線の路線の一部となった。

船の原線
- 三間坂駅前 - 下船の原 - 柿古場入口 - 船の原
  - 1998年に廃止。山内町乗合タクシーが代替。

嬉野 - 長崎空港線
- （ノンストップ）　1999年に廃止

#### 2000年代
佐世保 - 西海橋 - 長崎線
- 佐世保駅前 - 早岐田子の浦 - 西海橋西口 - 大串 - 長浦 - 長崎駅前 - 長崎新地
  - 特急・急行バスを長崎自動車・長崎県交通局と共同運行していたが、2000年に廃止。

大瀬戸線
- 佐世保駅前 - 早岐田子の浦 - 西海橋西口 - 大串 - 樫の浦 - 板の浦
  - 急行バスを長崎自動車と共同運行していたが、2000年に廃止。なお、佐世保バスセンターは中扉までのホームしかなかったため、長崎自動車が前後扉の一般車を運用に充当した際は予め発券機で印字した整理券を運転士が乗客に手渡しする前扉からの乗車扱いを行っていた。

川棚有田線
- （川棚バスセンター - 村木 - ）東峠 - 戸杓 - 有田駅前
  - 2000年に廃止。戸杓 - 有田駅前間を有田コミュニティーバスが代替。その後、川棚 - 東峠間も2012年に廃止された。

有田竜門線
- 有田駅前  - 黒牟田 - 竜門口
  - 2000年に廃止。有田コミュニティーバスに代替されたが、2016年7月で廃止された。

有田ポーセリンパーク線
- 有田駅前 - 有田ポーセリンパーク
  - 2000年に廃止。専用カラーの車両もあった。有田コミュニティーバスが代替。

佐世保武雄線
- （（佐世保駅前以遠） - 伊万里口 - 有田駅前 - ）上有田駅入口 - 立野川内 - 三間坂 - 茅場 - 永尾駅前 - 武雄温泉駅前 - 甘久
  - 1998年に佐世保 - 武雄間の直通運転を廃止し、佐世保からの便は上有田駅入口までに短縮。代わりに伊万里口・有田駅前 - 武雄間の区間便が運行されていたが2001年に廃止され、路線縮小されて佐世保伊万里線と統合された。なお、この時点では三間坂 - 武雄間は伊万里武雄線が運行を継続していたが、翌2002年にはこの区間も廃止された。

平戸 - 唐津 - 博多線
- 平戸桟橋 - 平戸口桟橋 - 松浦駅前 - 伊万里 - 唐津大手口 - 前原 - 博多バスターミナル（快速特急）
  - 1992年まで昭和自動車と共同運行していた。かつてYOKAROが代替路線バスを運行をしていたが、現在はさつき観光が運行している。

国見トンネル線
- （佐世保駅前 - 柚木 - ）潜木 - 国見トンネル - 伊万里

上宇戸線・徳道循環線
- （佐世保駅前 - ）柚木 - 徳道 - 上宇戸・潜木
  - アタゴ商事が「ほたるバス」として代替路線バスを運行をしていたが、現在は廃止になり、予約制乗合タクシーが代替運行

佐世保大村線
- （（佐世保駅前以遠） - ）川棚 - 彼杵中学校前 - 彼杵本町 - 餅の浜 （ → 試験場前） - 大村
  - 平日の朝1便のみ試験場前経由の準急行便で運行していたが、復路はなかった。
  - 川棚 - 大村間の区間を廃止し、佐世保川棚線に路線縮小

大野原線
- 彼杵中学校前 - 彼杵本町 - 太の浦 - 大野原高原 - いこいの広場
  - 2004年から東彼杵町営バスが運行

佐世保嬉野線（日出城経由）
- （（佐世保駅前以遠） - 内海 - ）永尾山入口 - 矢筈入口 - 高瀬入口 - 日出城 - 一位原 - 嬉野温泉
  - 佐世保嬉野線の全便を現在の永尾山経由に変更し、日出城経由の区間は廃止。矢筈入口 - 嬉野温泉間は、祐徳バス嬉野 - 三間坂線が代替運行。

嬉野有田線
- （嬉野温泉 - 永尾山 - 内海 - ）舞相 - 戸矢 - 有田駅前
  - 戸矢 - 有田駅前間のみ有田町コミュニティバスが代替

伊万里武雄線
- （伊万里 - 宮野 - ）三間坂駅前 - 三間坂 - 茅場 - 永尾駅前 - 武雄温泉駅前 - 甘久
  - 三間坂駅前 - 武雄温泉駅前（南口）間を祐徳バスが代替運行

志折線
- （佐世保駅前以遠） - 桜馬場 - 早岐田子の浦 - 小森橋 - 重尾 - 志折 - 波佐見温泉 - 内海
  - 2002年6月1日に廃止。

伊万里有田循環線
- （伊万里 - ）宮野 - 宮野宿 - 水尾 - 馬乗場 - 上有田駅入口 - 有田駅前 - 三代橋 - 曲川（ - 伊万里）
  - 1995年までは、伊万里 - 有田駅前から嬉野へ直通する便もあり、宮野経由と曲川経由の2系統あった。また1998年に梅原線が廃止されるまでは、有田駅前から梅原まで運転される便（有田駅前 - 宮野宿 - 大野 - 大野入口 - 梅原）もあった。現在、馬乗場 - 有田駅前 - 曲川間は有田町コミュニティバスが運行。宮野宿 - 水尾間は武雄市予約制乗合タクシーで利用可能。

畑川内線
- （伊万里 - ）黒川 - 黒川小学校前 - 楠立 - 畑川内
  - 昭和自動車が、伊万里大曲畑川内線を黒川まで路線延長して代替。黒川小学校前 - 楠立間は伊万里清水線の一部として運転されていたが、2021年3月31日をもって廃止された（後述）。

川内野松浦線
- （伊万里 - 里 - 上大久保 - ）川内野 - 横辺田 - 笛吹（ - 松浦駅前）
  - 川内野 - 笛吹間を松浦観光バスが代替運行。川内野には車庫もあった。その後、里 - 川内野間も2009年4月に廃止されている。

星鹿江迎線
- 星鹿・大石 - 下田入口 - 御厨 - 樋渡 - 寺の尾 - 板橋 - 箙尾 - 江迎
  - 松浦観光バス・江迎町巡回バスが代替運行。ただし江迎町巡回バスは2004年に撤退済み。

郭公尾線
- 松浦駅前 - 郭公尾公民館前 - 箙尾 - 江迎
  - 松浦駅前 - 箙尾間のみ松浦観光バスが代替運行

平戸島内線
- （平戸桟橋 - ）紐差 - 大川原迎・木ヶ津、紐差 - 獅子 - 小春日、紐差 - 根獅子 - 飯良・獅子
- （平戸桟橋 - ）下中津良 - 猪渡谷 - 堤
- （平戸桟橋 - ）前津吉入口 - 前津吉桟橋
- （平戸桟橋 - ）志々伎 - 大志々伎
  - 平戸ふれあいバスが代替運行

平戸生月線
- （佐世保駅前・平戸桟橋 - ）中野 - 白石 - 生月大橋公園前 - 舘浦 - 生月一部桟橋
  - 2003年11月1日廃止。それまで共同運行していた生月自動車の単独運行となった。

嬉野 - ハウステンボス線
- （ノンストップ便） 2005年運休・廃止

川棚上木場線
- 川棚 - 石木 - 上木場
  - 2007年10月1日廃止。

川棚国民宿舎線
- 川棚 - くじゃく園入口 - 国民宿舎前
  - 2007年10月1日廃止。

内海野々川線
- 内海 - 大日 - 上野々川
  - 2007年10月1日廃止。波佐見町予約制乗合タクシーが代替。

大久保・川内野線
- （伊万里 - 東山代駅前 - ）里 - 下大久保 - 上大久保 - 滝川内 - 川内野
- （伊万里 - ）東山代駅前 - 脇野 - 下大久保 - 上大久保
  - 2009年4月1日廃止。会員制の「元気バス」（ひぜん観光委託）が代替。

口の里線
- （江迎 - ）口の里 - 大屋（ - 大加勢）
  - 2009年10月1日廃止。

#### 2010年代
神田線
- （佐世保駅前 - ）佐々バスセンター - 清峰高校 - 神田 - きらめきの里
  - 2012年4月1日廃止。

上中尾鬼木線
- （川棚 - ）波佐見役場前 - 上井石 - 鬼木 - 上中尾 - 内海
  - 2012年4月1日廃止。翌4月2日から波佐見町予約制乗合タクシーが運行。

川棚東峠線
- 川棚 - 石木入口 - 火渡 - 波佐見高校前 - 岩崎 - 村木 - 東峠
  - 2012年10月1日廃止[33]。

中野線
- （平戸営業所 - 平戸桟橋 - ）薄香別道 - 古江道 - 古江 - 中野 - 大越 - 獅子道 - ふれあいセンター入口 - 平戸市民病院 - 平戸高校前
  - 2013年10月1日廃止。中野 - 平戸高校前間を生月自動車が代替運行。

ハウステンボス線一部区間
- ハウステンボス西門 ‐ ホテルヨーロッパ前 ‐ ハウステンボス港町
  - ハウステンボスのフリーゾーン有料化に伴い乗り入れが不可となったことにより2015年4月30日で廃止。西門までは従来通り運行されている。

伊万里 - 木場線
- 伊万里駅前 - 黒川 - 波多津 - 井野尾 - 木場
  - 2016年1月18日に「波多津ふれあい号（仮称）」が運行開始したことに伴い、1月31日付で路線廃止となった。なお運行自体は、日祝運休のため1月30日で運行終了となった。

上三川内線
- (佐世保駅前 ‐ 早岐田子の浦 - ) 三川内山入口 - 上三川内
  - 予約制乗合タクシーの運行開始に伴い2016年12月31日で廃止。土日祝は運休、年末年始ダイヤのため12月29日が最終運行となった。

浅子線
- 佐々バスセンター ‐ 小島入口 ‐ 浅子教会前
  - 予約制乗合タクシーの運行開始に伴い上三川内線と同じ12月29日に最終運行、31日に廃止。沿線住民らがセレモニーを行い、花束贈呈や横断幕を掲げて最終便を見送った。

世知原温泉線
- 佐々バスセンター - 吉井 - 御橋局前 - 世知原 - 槍巻 - 開作 - 世知原温泉
  - 予約制乗合タクシーの運行に伴い2017年3月31日で廃止。その改正では廃止区間（槍巻 - 世知原温泉間）以外の区間（佐々バスセンター - 槍巻間）の時間変更はなかった。

潜木線
- （佐世保駅前 ‐ 池野 - ） 柚木 ‐ 潜木
  - 予約制乗合タクシーの運行開始に伴い2018年3月31日に廃止された。

自衛隊本部前線
- 佐世保駅前 - 松浦町国際通り - 佐世保市総合医療センター入口 - 日野峠 - 沖田自衛隊入口 - 敷島橋 - 自衛隊本部前
  - 平日・土曜に早朝1往復が設定されていたが、駐屯地周辺の官舎住まいや自動車通勤で陸自職員の利用が低迷し、2018年10月31日に廃止された。翌日より起終点を佐世保実業高校便に改められた[34]。

#### 2020年代
2020年廃止
伊万里炭山線
- 伊万里駅前 - 川西 - 作井手 - 炭山
  - 1日2往復のみで学休日は全便運休だった。予約制乗合タクシーの運行開始に伴い3月24日に廃止された。

2021年廃止
伊万里清水線
- 伊万里駅前 - 伊万里商業高校前 - 岩立 - 清水 - 楠立 - 黒川小学校前
  - 清水 - 黒川小学校前間は、学休日運休で、日曜祝日は全区間全便運休だった。路線バスからスクールバスへの運行形態移行に伴い、2021年3月31日に廃止。伊万里市民センター前 - 伊万里商業高校前（現・伊万里実業高校 商業キャンパス前[注釈 11]）間と尾崎 - 清水 - 黒川小学校間の2区間が廃止され、停留所が18箇所廃止された[20]。

志々伎・宮の浦線
- （平戸口駅 - 平戸桟橋 - 川内 - 紐差 - ふれあいセンター入口 - 平戸市民病院 - 平戸高校前） - 下中津良 - 前津吉入口 - 志々伎 - 宮の浦
  - 平戸島内を縦断する路線である。昭和時代は平戸桟橋 - 志々伎間に急行も運転されるなど、島内の主要路線となっていた。
  - 2021年9月30日をもって末端部の平戸高校前 - 宮の浦間が廃止され、平戸ふれあいバス（前出）に代替された。

2022年3月23日廃止
相浦桟橋（大野）線
- （佐世保駅前以遠） - 松浦町中央公園口 - 俵町 - 大野 - 西高校入口 - 本山 - 木宮町 - 相浦桟橋
  - 旧佐世保市交通局からの継承路線で、平日に11便・土日祝に4便運行されていた。相浦循環線の増便に伴って廃止された。

長崎短大・九文高校線
- （黒髪 - ）佐世保駅前 - 松浦町国際通り - 佐世保市総合医療センター入口 - 日野峠 又は SSK西門口 - 鹿子前入口 - 長崎短大・九文高校
  - 平日のみの運行。一部の便は西肥でも運行されていた。2022年3月24日のダイヤ改正によって新設された母ヶ浦循環線に九文高校経由便として組み込まれた。

水産市場線
- （佐世保駅前以遠） - 松浦町国際通り - 佐世保市総合医療センター入口 - 日野峠 - 鹿子前入口 - 長崎県立大学 - 木宮町 - 相浦 - 水産市場前
  - 平日・土日祝を問わず朝と昼に2往復が運行されていた。

小野町線
- （佐世保駅前以遠） - 松浦町国際通り - 佐世保市総合医療センター入口 - 日野峠 - 鹿子前入口 - 長崎県立大学 - 木宮町 - 小野町
  - 母ヶ浦循環線の新設に伴って廃止。

黒石線
- 江迎 - 大加勢 - 楠泊 - 見返橋 - 黒石 - 佐々 - 佐々バスセンター
  - 見返橋 - 佐々バスセンター間の途中で黒石に立ち寄る路線。平日・土日祝を問わず、朝に江迎行が1便、以降夕方まで佐々バスセンター行が3便運行されていた。

十文野（小川内）線
- 佐世保駅前 - 松浦町中央公園口 - 俵町 - 大野 - 西高校前 - 坂の上分道 - 十文野 - 小川内公民館前
  - 国道から離れた山間部の利便性確保のために設定されていた路線で、西肥に加えて旧佐世保市交通局でも小川内線として運行され、一部の便はさせぼバスによる委託運行であった。妙観寺線へ統合。

天の久保線
- （佐世保駅前以遠） - 松浦町中央公園口 - 俵町 - 大野 - 天の久保
  - 旧佐世保市交通局からの継承路線。平日5往復・土日祝3往復設定されていた。世知原（知見寺）線への統合に伴い廃止。

槍巻 - 佐々線
- 槍巻 - 世知原 - 吉井 - 佐々バスセンター
  - 既存の知見寺線全便を吉井発着とする代替対応が取られた。
  - 2023年改正では知見寺線の一部便が世知原発着となり、世知原 - 吉井間は減便となった。

展海峰（赤崎）線
- 佐世保駅前 → 松浦町国際通り → 佐世保市総合医療センター入口 → 西小島町 → 鴛の浦分道 → 赤崎 → 船越 → 下船越 → 展海峰
  - 動植物園経由便へ統合されて廃止された。

九十九島パールシーリゾート（石岳）線
- （佐世保駅前以遠） - 松浦町国際通り - 佐世保市総合医療センター入口 - 西小島町 - 鴛の浦分道 - 動植物園前 - 石岳トンネル口 - パールシーリゾート九十九島水族館

佐世保 - 花高団地（早岐支所シルバーボウル）線
- （佐世保駅前以遠） - 日宇駅前 - 卸本町入口 - 大塔新田 - 花高一丁目 - 花高四丁目 - 権常寺別道 - 小森橋 - 早岐駅前 - 早岐支所シルバーボウル前
  - 佐世保 - 花高団地線のうち、発着地が「西肥シルバーボウル」前となる区間。重尾発着の系統へ統合のため廃止。

東部営業所線
- 早岐支所シルバーボウル前 - 早岐駅前 - 下小森橋 - 金田橋 - 佐世保東翔高校入口 - 重尾 - 東部営業所
  - 早岐支所シルバーボウル前発着便と併せて廃止。東部営業所を通過する宮津町線が代替となる。

大岳台線
- （卸団地南口以遠） - 大岳台中央 - 大岳台町 - 大岳台中央 - （卸団地南口以遠）
- （尼潟以遠） - 大岳台町 - 大岳台中央 - （尼潟以遠）
  - 循環系統への一本化に伴い廃止。

卸団地線
- （佐世保駅前以遠） - 大宮町 - 大和町西龍橋 - 日宇駅前 - バイパス中央 - 卸本町 - 卸団地会館前
- （佐世保駅前以遠） - 大宮町 - 中央病院入口 - 尼潟 - 大岳台中央 - 卸団地会館前

天神循環（東山）線
- （佐世保駅前以遠） - 大宮町 - 上東山 - 汐入 - 天神町 - 大宮町 - （佐世保駅前以遠）
  - 教育隊線へ統合のため廃止。

山祇町線
- 佐世保駅前 - 松浦町名切グラウンド前 - 花園町 - 山手町 - 高梨町 - 山祇町

有田駅前線
- 佐世保市総合医療センター入口 - 佐世保駅前 - 藤原橋 - 日宇駅前 - 桜馬場 - 卸本町入口 - 大塔新田 - 早岐田子の浦 - 三川内支所前 - 伊万里口 - 三代橋 - 有田駅前
  - 平日1往復のみの運転で土日祝日は運休。かつては佐世保武雄線として武雄市内まで運行されていたが、有田までに路線短縮された。

2023年3月31日廃止
相浦駐屯地線
- 相浦駐屯地 - 長崎県立大学前 - 木宮町 - 佐世保市総合医療センター入口 - 松浦町国際通り - 佐世保駅前 - 松浦町国際通り - 佐世保市総合医療センター入口 - 鹿子前入口 - 日野中央 - 沖田自衛隊入口 - 相浦駐屯地
  - 佐世保市による「佐世保市地域公共交通持続化実施計画」における利便性向上策の一環として、同市からの委託により、循環運行と相浦地区 - 中心市街地間の速達運行を一体化した社会実験として、2023年3月31日までの期間限定で運行された[9]。
  - 愛宕町 - 佐世保市総合医療センター入口間は西九州自動車道（相浦中里IC - 佐世保中央IC）、佐世保市総合医療センター入口 - 鹿子前入口間はSSKバイパスを経由するが、SSKバイパスについてはさせぼバス委託運行便とは異なり、ミニッツパーク入口 - 鹿子前町間は停車しない。西九州自動車道から周るルートとSSKバイパスから周るルートがあり、1日5往復の運行となる。西九州自動車道を経由するため、長崎空港線と同じトップドア車両（立席なし・シートベルト着用）での運行であった[9]。

福島循環線
- 福島支所前 - 土谷 - 鯛の鼻別道 - 鍋串 - 鯛の鼻入口 - 里 - 祝崎 - 福島支所前
  - 福島支所前を起終点として松浦市福島地区内を循環する路線。路線廃止に伴って循環線内の21の停留所も廃止された。廃止後は予約制乗合タクシーでの運行となる。

2024年3月29日廃止
※実際は同年3月31日付で廃止となるが、いずれも平日のみの運行となる関係上、3月29日が最終運行日となった。
須田尾線
- 黒髪 - 日宇駅前 - 大和町 - 木風橋 - 山祗町 - 小佐世保町 - 勝富町 - （佐世保郵便局前以遠）
  - 木風橋・山祇循環は平日の朝夕3本、勝富・山祇循環は平日の朝のみ2本運行していた。廃止に伴い、下木風及び緑坂 - 山澄中学校入口間の停留所計4ヶ所が廃止された（木風橋は木風町線が通るため存続）。

新みなとターミナル線
- 新みなとターミナル前 → 鯨瀬ターミナル前 → 新みなとターミナル前 → 戸尾町 → 島瀬町 → 湊町 → 佐世保市総合医療センター → 湊町 → 共済病院前 → 平瀬橋 → 新みなとターミナル前
  - 両端部が往復運転となり、地図に当てはめると8の字にルートをたどる変則循環線。平日朝のみ3周半設定された。最終便は佐世保市総合医療センターから松浦町（国際通り・中央公園口）を通り佐世保駅前に到着していた。廃止に伴い、佐世保市総合医療センター - 平瀬橋間の停留所4ヶ所が廃止された。

2025年3月31日廃止
烏帽子岳線、弓張岳線、針尾小学校線、菰田・世知原線、川棚バスセンター線については、同年4月1日より停留所廃止区間の代替として予約制乗合タクシーの運行を開始している。
烏帽子岳線
- 佐世保駅前 - 松浦町 - 花園町 - 山手町 - 烏帽子岳
  - 山手循環を抜けて烏帽子岳山頂目前の展望所まで向かう山岳路線。佐世保駅前発着で朝・夕の1日2往復を平日のみ運行。廃止に伴い、東山手 - 烏帽子岳間の停留所が廃止された（山手町は烏帽子岳方面乗場が廃止されるが、山手循環線が通るため停留所自体は存続）。

弓張岳線
- 往路:佐世保駅前 → 谷郷町 → 比良町 → 下弓張 → 弓張岳展望台
- 復路:弓張岳展望台 → 下弓張 → 比良町 → 宮田町 → 谷郷町 → 佐世保駅前
  - 清水循環から上矢岳を経由して弓張岳の展望台まで向かう山岳路線。往路と復路で運行ルートが異なる。烏帽子岳線同様に佐世保駅前発着で朝・夕の1日2往復を平日のみ運行。廃止に伴い、上矢岳 - 弓張岳展望台間の停留所から廃止された。

前畑循環線
- （佐世保駅前以遠） → 福石町 → 競輪場前 → 食肉センター前 → 前畑 → 食肉センター前 → 競輪場前 → （佐世保駅前以遠）
  - 業務隊前 - 食肉センター前間が対面通行となる変則循環線。平日のみ朝夕各1便が運転され、朝便はパールシーリゾート九十九島水族館発佐世保駅前着、夕便は佐世保駅前発矢峰着で異なるルートでの運行であった。廃止に伴い、前畑 - 福石町・佐世保駅みなと口間の停留所が廃止された。（佐世保駅みなと口停留所は前述した教育隊線の復路のみで使用されていた）

宮津町線
- （佐世保東翔高校 - ）重尾 - 広田三丁目 - イオンタウン早岐 - 早岐駅東口前 - 花高四丁目 - 花高一丁目 - 早岐支所シルバーボウル前 - 早岐駅前 - 宮崎橋 - 金田橋 - 重尾 - 東部営業所 - 長畑町 - 宮津町
  - 2022年3月24日のダイヤ改正により、佐世保駅前以遠を発着する便が廃止され、前述の東部営業所線の代替路線として、重尾を発着点として早岐・花高団地を周回するルートに変更されたが廃止。これに伴って、東部営業所 - 宮津町間の停留所が廃止された。

針尾小学校・口木線
- （佐世保東翔高校 - ）重尾 - 広田三丁目 - 宮崎橋 - 早岐駅前 - 早岐支所シルバーボウル前 - 観潮橋 - 有福 - 指方 - 浦頭 - 口木 - 針尾小学校前 - 浦頭 - 指方 - 有福 - 観潮橋 - 早岐支所シルバーボウル前 - 早岐駅前 - 宮崎橋 - 広田三丁目 - 重尾
  - 平日のみの運行。口木を経由して重尾 - 浦頭間を往復する循環路線が主体だが、重尾 - 針尾小学校前の区間便が朝に1本運行されていた。廃止に伴い、針尾小学校 - 太田間の停留所が廃止された。

妙観寺線
- 佐世保駅前 - 松浦町中央公園口 - 俵町 - 大野 - 皆瀬局前 - 下小川内 - 乙石尾 - 桶口 - 吉井
- 佐世保駅前 - 松浦町中央公園口 - 俵町 - 大野 - 西高校前 - 坂の上分道 - 十文野 - 小川内公民館前 - 乙石尾 - 桶口 - 吉井
  - 2022年3月24日のダイヤ改正で旧道の妙観寺峠経由から新道の妙観寺トンネル経由へ変更（妙観寺峠 - 樽川内間のバス停4か所を廃止）されたほか、後述する十文野（小川内）線の廃止に伴う代替路線として、平日のみ、全5往復のうち、佐世保駅前発2本（朝・夕各1本ずつ）、吉井発3本が十文野経由となった。
  - 廃止に伴い、皆瀬小学校前・西高校前 - 桶口間の停留所が廃止された。

菰田・世知原・松浦線
- 佐世保駅前 - 松浦町中央公園口 - 俵町 - 大野 - 皆瀬局前 - 下小川内 - 牧の地 - 小川内公民館前 - 菰田（ - 世知原）
- 世知原 - 長坂 - 高野 - 松浦駅前
  - かつて2001年までは佐世保 - 松浦間の直通運転もあったが、世知原で運転系統が分かれた。また、菰田を発着する便は平日に1日1往復の運行であった。
  - 2022年3月24日のダイヤ改正で妙観寺線の牧の地経由便が廃止されたのに伴い、下小川内 - 二反田橋間は、途中で牧の地に立ち寄るルート（複乗）へ変更された。
  - 路線廃止に伴って、皆瀬小学校前・松浦里 - 世知原間（皆瀬小学校前 - 世知原間は複乗ルートの下小川内 - 二反田橋間を含む）の停留所が廃止された。

（肥首）農高前線
- （平戸営業所 - ）平戸桟橋 - 平戸新橋 - 猶興館高校入口（ - 田平港）- 北小学校入口 - 農業高校前（ - 天主堂前 - 肥首 - 万場 - 末橘 - 江迎）
- 佐々バスセンター - 口石別道 - 見返橋 - 楠泊 - 大加瀬 - 江迎 - 末橘 - 万場 - 肥首 - 天主堂前 - 農業高校前 - 坊田 - 北小学校入口 - 田平港
  - 平戸桟橋 - 農業高校前間のうち、田平港を経由する便は1日1往復のみで、平日のみの運行。また、平日は始発便以外は学休日運休となるが、北松農業高校の学校行事によりダイヤが変更された。
  - 佐々バスセンター発田平港行は2022年3月のダイヤ改正によって新設された路線。平日・土日祝を問わず1日1本朝に運行されており、北松農業高校前を経由するため、通学便を兼ねていた。
  - 学休日を除く平日には平戸営業所 - 江迎間も1日1往復運行されているが、田平港を経由するのは平戸営業所発江迎行のみであった。
  - 路線廃止に伴って、田平南小学校 - 肉用牛改良センター前間の停留所が廃止された。

川棚－石木－内海線
- （川棚高校下 - ）川棚バスセンター - 川棚役場前 - 石木 - 梅高野 - 万年橋 - 田の頭 - 下宿 - 舞相 - 内海
  - 東彼杵郡川棚町と同郡波佐見町を結ぶ路線。
  - 川棚高校下から発着する便があり、川棚高校下発は平日の夕方のみで学休日は運休。内海発は朝の一部の便が川棚高校下行であった。
  - 路線廃止に伴って、川棚役場前 - 平瀬間及び長崎川棚医療センター、川棚高校下の停留所が廃止された。

川棚バスセンター線
- （早岐中町以遠） - 早岐支所シルバーボウル前 - 早岐駅前 - 宮崎橋（ - 長崎国際大学） - 日陰 - 長畑町 - 白石 - 川棚バスセンター
  - かつては大村市内（大村営業所）まで運行されていたが、2002年に川棚までに路線短縮された。
  - 藤原橋・早岐田子の浦を経由する佐世保駅前以遠便と、2022年3月24日のダイヤ改正により新設された花高団地・早岐支所シルバーボウル前を経由する重尾発着便があった。重尾発着便は佐世保－花高団地線の早岐支所シルバーボウル前発着便廃止による代替路線も担っていた。
  - 佐世保駅前以遠便については、川棚バスセンター発の始発便が佐世保市総合医療センター入口行となる以外は佐世保駅前を発着する。川棚バスセンター発重尾行は土日祝のみ、夕方の2本が長崎国際大学経由となる。
  - 廃止に伴い、日陰 - 長崎川棚医療センター間の停留所を廃止。停留所廃止区間と同じ経路を運行する長崎空港線が代替路線を担い、川棚バスセンターは長崎空港線の停留所として存続する。

伊万里－西分－松浦線
- 伊万里駅前 - 川西 - 里 - 久原 - 干把町（ - 西分） - ぎぎが浜入口 - 今鶴 - 調川 - 松浦駅前
  - かつては伊万里 - 平戸間の直通運転もあったが、現在は松浦駅前で運転系統が分かれ、伊万里－西分－松浦線と前述した松浦－平戸線となっている。1995年までは急行も設定されていて、武雄から平戸まで直通する便もあった。
  - 浦ノ崎駅前 - 今福間で土肥ノ浦を経由する便もあったが2002年に廃止され、現在は松浦観光バスが代替運行している。
  - 西分を経由する便は平日のみ1日2往復運行されている。この便は2017年のダイヤ改正に伴って経由便として整理されたもので、伊万里駅前から西分に向かった後浦ノ崎駅前まで引き返し、そのまま松浦駅前行になる形に変更された。
  - 2021年4月1日のダイヤ改正に合わせて区間内の一部の停留所名が変わり「伊万里農林高校前」は伊万里農業高校と伊万里商業高校の統合により「伊万里実業高校農林キャンパス前」に名称変更されている[20]。

## 佐世保駅前バスターミナル
佐世保駅前を中心となるターミナルについて記述する。ただし、普通バス停「佐世保駅前」として表記され、ターミナルとして扱われることがほとんどないため、ここでは形式的に乗り場の一覧を示す。
- ①番のりば：【高速】長崎、【高速】福岡、【特急】長崎空港、伊万里駅前、内野住宅前・嬉野、【半急行】平戸桟橋、松浦駅前

　詳細は、佐世保バスセンターを参照。
- ②番のりば：【半急行】平戸桟橋、松浦駅前、吉井（知見寺・世知原）、世知原（知見寺）、吉井（知見寺・世知原）、世知原（知見寺）、北部営業所、佐々バスセンター（芳の浦・中里・相浦ニュータウン）、真申駅前（中里・相浦ニュータウン）、相浦循環（大野→中里）、大崎町（大野・中里）、佐世保商業高校、柚木（池野・矢峰）、矢峰、西高校入口、桜木、佐々バスセンター（西九州道）、佐世保市総合医療センター入口

　国道35号北行きに沿う。
- ③番のりば：ハウステンボス西門（日宇バイパス）、長崎国際大学、佐世保東翔高校、下原橋、重尾（広田三丁目、金田橋、広田工業団地、花高団地、若竹台、エコスパ、クレールの丘）、伊万里駅前、内野住宅前・嬉野、波佐見高校、西海橋西口（早岐田子の浦、クレールの丘）、尼潟・大岳台循環、食品団地会館前、もみじが丘・大塔小学校前、黒髪・木場入口、若葉循環

　国道35号南行きに沿う。
- ④番のりば：山手循環（高梨・花園・俵町）祇園循環（名切谷通→祇園町）、教育センター（市役所）、日野峠（比良町・東うど越）、清水循環（比良町）
- ⑤番のりば：赤崎団地（西小島、SSK）、下船越（動植物園・赤崎）、俵ヶ浦（赤崎）・九十九島観光公園（動植物園・展海峰）
- ⑥番のりば：相浦桟橋（日野、SSK・大潟）、大崎町（日野）、相浦循環（日野→中里）、真申（日野）、佐々バスセンター（日野・相浦ニュータウン）、実業高校、母ヶ浦循環（美鳥ヶ丘・星和台、九文高校）、九十九島水族館、SSK西門口

　④‐⑥番は国道東側ロータリーに北から順に並んでいる。
- ⑧番のりば：木風町、大黒・天神・大宮循環、十郎原（天神・中央病院・東大和）、東浜（天神町、中央病院・東大和、沖新町）、教育隊前（東山、天神町、中大黒）、沖新町

　⑧番は国道東側ロータリーに南から順に並んでいる。
※夏季の俵ヶ浦行きは、一部白浜行きに変更。
- ⑦番のりば、⑨番のりば、⑩番のりば：使用していない（ダイヤ改正に伴い欠番扱いとなる）。
- 川棚バスセンター、伊万里駅前、内野住宅前・嬉野行き：①番のりば→③番のりば→変電所入口へ。
- 【半急行】平戸桟橋、松浦駅前、佐々バスセンター（西九州道）行き：①番のりば→②番のりば→戸尾町 又は 京町へ

## 海風

海風（SASEBOクルーズバス時代）
貸切バス転用後はH263の車番が振られている

2015年4月18日にSASEBOクルーズバスとして運行開始。佐世保市内の観光名所を回るバスで、佐世保市交通局が運行していた定期観光バスの代替として新設された。佐世保観光コンベンション協会が運行主体となり、西肥自動車が運行する。ガイドが乗務し観光案内を行う。佐世保駅みなと口で乗降するのが基本であるが、九十九島パールシーリゾートでも降車が可能であるほか、始発便はハウステンボスでも乗車が可能で、最終便はハウステンボスでも降車が可能。木曜日は運休。日野・セレガを改造した専用車が使用される。
2015年10月1日より運行内容を変更し、便数を5本から4本にし、コースは所要時間約60分（ハウステンボスで乗車または降車する場合は90分）の単一コースから所要時間の異なるAコース・Bコース・Cコース・プレミアムコースの4種類となった。午前にAコースを2便運行し、午後の3便目は第2・第4土曜日がプレミアムコースでそれ以外の日はBコース、4便目はCコースが運行される。
2022年8月31日をもってクルーズバスとしての運行を終了。同年11月に貸切バスへ転用され、観光ツアー用として運行されるほか、特別仕様大型サロンバスとして貸し出しも行われている。

## 車両
2012年（平成24年）2月までは、日野・三菱ふそう・日産ディーゼル（当時、現「UDトラックス」）の3メーカーを使用していたが、同年3月からいすゞ車の導入が開始された。
中型車のエルガミオ ノンステップが東部営業所へ新車で配置されたのを皮切りに、2014年（平成26年）には大型車のエルガ ワンステップ1台が新上五島営業所に、2015年（平成27年）は大型車のエルガ ノンステップ4台も東部営業所にそれぞれ配置され、同じ年に後方サロンシート対応のガーラを貸切車両として導入。2016年（平成28年）以降は九州本土の営業所でエルガ ノンステップの導入が本格化している。
2015年（平成27年）12月現在で、車両の平均車齢は17.8年となっており、北部九州地区の民営バス事業社と比較しても6年高くなっている。
一般路線
- 自社発注の車両に加え、他社からの移籍車も数多く使用されている。
  - 川崎市交通局・神奈川中央交通・大阪市営バス（現大阪シティバス）・名古屋市営バス・横浜市営バス・西武バス・大阪コムアート交通・高槻市交通部・知多バス・阪急バス等。
  - 1997年（平成9年）頃には阪急バスからの移籍により前扉が2枚折戸・後扉が引戸の後乗り式車両（西日本車体工業架装仕様の三菱ふそう・MP及びエアロスター）が導入されたが、扉位置が合わないなどの関係で早い段階で予備車となった。晩年は平戸島内で平日のみ活躍し、2011年（平成23年）に全廃している。
  - 上五島地区では九州本土とは異なる独自の仕様の車両や、他営業所で既に廃車・改造されて見られない仕様の車両も在籍している。近年は本土の営業所からの転属に加えて移籍車両の直接導入による世代交代も進んでいる。
  - 古い車両が数多く存在しファンから注目されていたが、2014年（平成28年）の行先番号導入に伴い、方向幕である旧型車は対応できないため順次廃車された。

空港特急バス
- 1990年代には日産ディーゼルの路線車をベースに、ハイバックシートを装備して専用カラーリングを施した特別車両を導入して運行していた。その後経年に伴って同車に代わり貸切からの転用改造車を使用していたが、2017年で消滅した。
- 2011年（平成23年）冬からは、名鉄観光バス・西濃華陽観光バスからの移籍車両（元貸切車）も使用。

高速バス
- 佐世保 - 福岡線
  - 現在は自社発注車で運行されている。かつては九州急行バスや関西空港交通からの移籍車も使用されていたが、いずれも経年により廃車されている。
  - 独立3列シートから4列に改造の上で転用された元夜行用の車両もあったが、2023年（令和5年）にF534（三菱ふそう・エアロバス）が引退したことで元夜行用車両が全廃となった（引退を記念したラストランツアーが予定されていたが、最少催行人員未達の為全コース中止となった[38]）。
- 佐世保 - 長崎線
  - 主に三菱の車両が使用されているが、一部、名鉄観光バス等からの移籍車両（元貸切車）も使用されている。
  - かつては日産ディーゼル車や日野車も使用されていた。

貸切バス
- 自社発注の車両に加え、近年は伊万里観光・知多バス・西鉄バスからなど他社からの移籍車も使用されている。

特定バス
- 自社発注の貸切車または路線車を改造したうえで、スクールバスとして使用している。また、知多バス・西鉄観光バスからの移籍車両もスクールバスとして使用されている。
- 新上五島町スクールバス（町が所有する自家用車）の整備と運行を受託している。

### 塗装
一般路線車・貸切車
- どちらも銀色地に青・赤帯塗装だが、一般路線車と貸切車で塗り分けが異なっている。
- 貸切から路線に転用する際は貸切塗装のまま転用し、塗替えは行わない。
- 1989年（昭和64年/平成元年）頃までは銀色地に紺・赤色帯の旧塗装の車両が導入されていた。2005年（平成17年）以降は新塗装への塗り替えや経年廃車のため急激に数を減らし、2017年（平成29年）に最後の1台の廃車をもって消滅した。
  - 2020年（令和2年）に創業100周年を迎える記念事業の一環として、2019年（令和元年）12月27日より、Z906（エルガミオ ノンステップ）が旧塗装に塗り替えられ、「復刻デザインバス」として運行されている[39][40]。
- 旧佐世保市交通局から西肥バスへ移管された車両は、旧交通局の塗装をそのまま使用しながらも「西肥バス」ロゴや「西肥自動車株式会社」のデカールを装着、「市営バス」の表記や局章を消すなどの小変更がされており、新たに西肥バスの社番（後述）が振られている。2020年（令和2年）には後述の画像ギャラリーにあるF690のように一般路線車と同じデザインでクリーム色・水色帯の委託車両専用塗装が登場し、一部の車両で専用塗装への塗替えも順次行われている。

高速バス
- 佐世保と長崎県外を結ぶ高速バス用車両は、薄いピンク色地にローズピンク・ピンク・水色・オレンジ色の4色の虹色模様を入れた塗装。
  - 昼行用（福岡線）の車両には「HIGHWAY Express」のロゴが入る。2019年はじめ頃までは夜行用（大阪線）→昼行用（熊本線）からの転用車両には「CORAL Express」のロゴが入っていた。
  - 2017年（平成25年）11月まで福岡線に使用されていた九州急行バスからの移籍車は、貸切車と同じ塗色であった。
  - 長崎高速線にも、貸切色ベースでラインの異なる高速カラーが採用されていた時期がある。
  - 長崎空港線は以前は専用塗装が存在した。

### 車番
西肥バスは営業所を管轄する陸運事務所が佐世保・長崎・佐賀の3ヶ所に分かれており、各陸運事務所エリア間での転属とそれに伴うナンバープレートの付け替えがしばしば行われていることもあって、ナンバープレートとは別に車両固有の車番を付して管理している。
- 車番はメーカーを示すアルファベット1文字と3桁の数字から成っており、それぞれ番号を導入順に付す。させぼバス委託車両のうち、2019年（平成31年）3月の旧交通局及びさせぼバスからの一括移管分に限っては各メーカー毎に年式（古い年式ほど数字が小さい）順に番号が振られる。
  - H100 - H399：日野製で、アルファベットはHINO（=日野）の頭文字である"H"が入る
  - F400 - F699：三菱ふそう製で、アルファベットはFUSO（=ふそう）の頭文字である"F"が入る
    - 2022年（令和4年）にF699まで社番が再度一巡したため、以降は廃車に伴って空きとなったF400から再び導入順に付している。

  - N700 - N899：日産ディーゼル製で、アルファベットはNISSAN（=日産）の頭文字である"N"が入る
    - 当初はN999まで社番があり、一巡もしていたが、900番台を後述するいすゞ用に振り替えたため、N899までとなる。

  - Z900 - Z9**：いすゞ製で、アルファベットはいすゞのアルファベット表記(ISUZU)に含まれている"Z"が入る
  - K0** - K099：小型車両で、アルファベットはKOGATA（=小型）の頭文字である"K"が入る
    - かつては、三菱ふそう製の小型車両にM001 - M069（アルファベットは三菱(MITSUBISHI)の頭文字である"M"が入る）が付けられていたが、廃車により現在は付けられておらず、メーカーを問わずK0**で付けられている。そのため、ワンボックスカーベースのマイクロバスで導入されているトヨタや日産自動車にも社番が付けられている。
    - 小型車は貸切車や佐賀県で運行されているコミュニティバスなどトップドア車両が大半だったが、2019年3月に旧交通局にて運行されていた小型ノンステップバス（三菱ふそう・エアロミディME）3台をさせぼバス委託車両（K048 - K050）として引き継いだことで、2ドアの一般路線車も加わることとなった。2023年に3台全てが委託車両専用塗装へ塗り替えられている。

なお、整備・運行を受託する新上五島町スクールバスは同町所有の自家用車だが（前出）、これらの車両にも同社の他車との連番で車番が付けられている。

### 車両ギャラリー

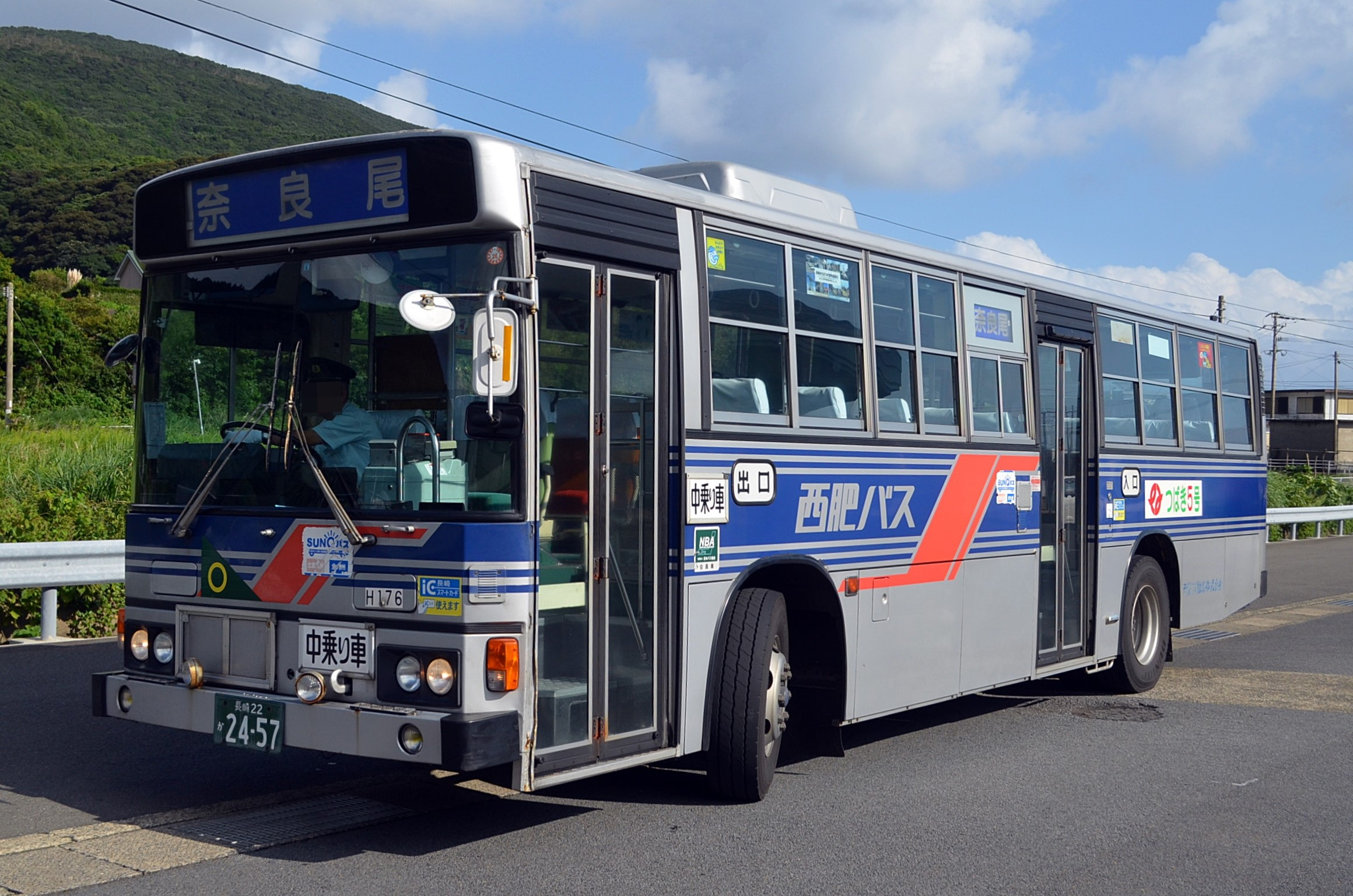
H176 ※廃車済 日野・ブルーリボン（U-HT2M系） 「つばき5号」。車体に旧奈良尾町の町章があしらわれ、同町発着路線限定で運行されていた
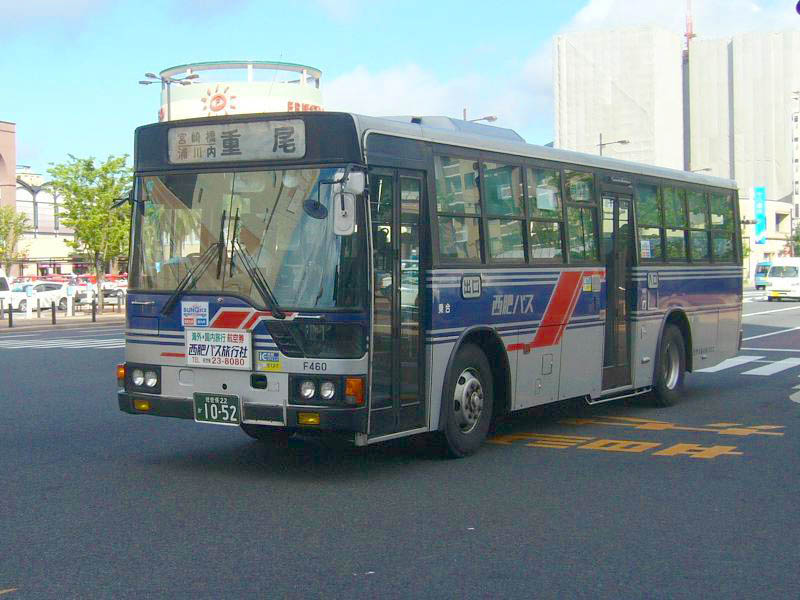
F460 ※廃車済 三菱ふそう・エアロスターM
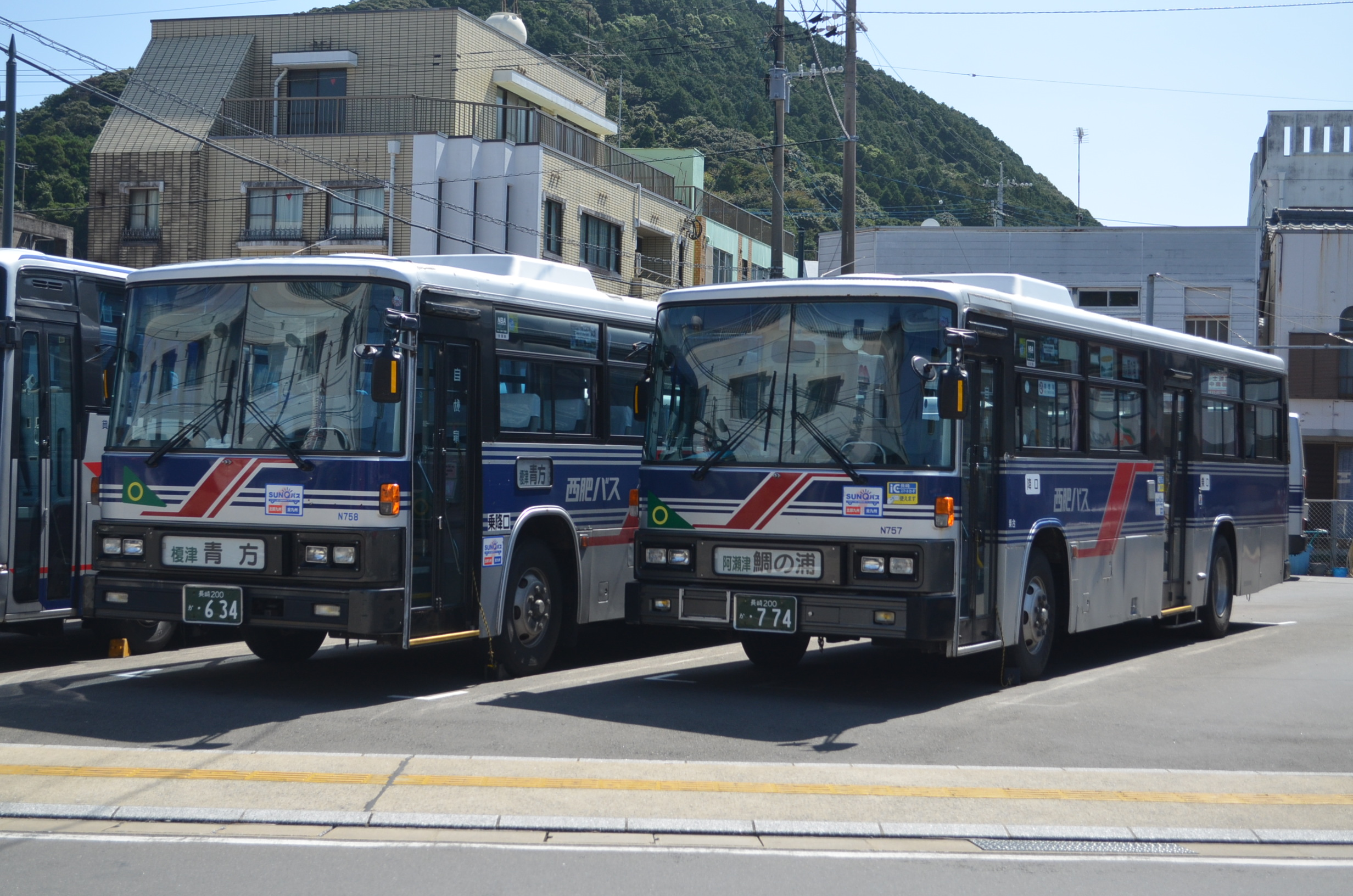
N758/N757 ※廃車済 日産ディーゼル・UA（西工ボディ） 元長崎空港特急バス専用車両。一般路線転用後に中扉設置改造を行ったものもあった
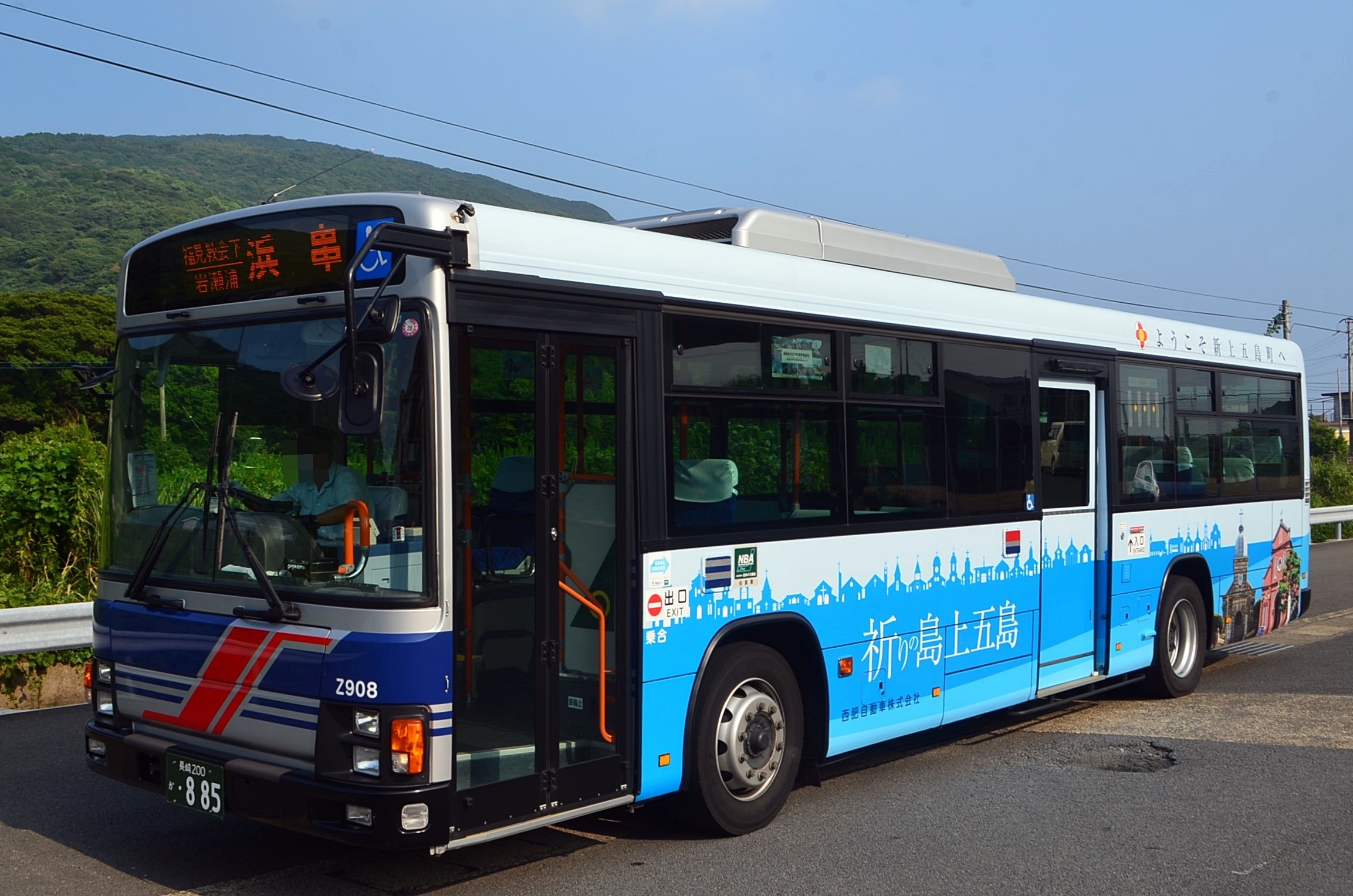
Z908 いすゞ・エルガ ワンステップ 新上五島営業所に所属
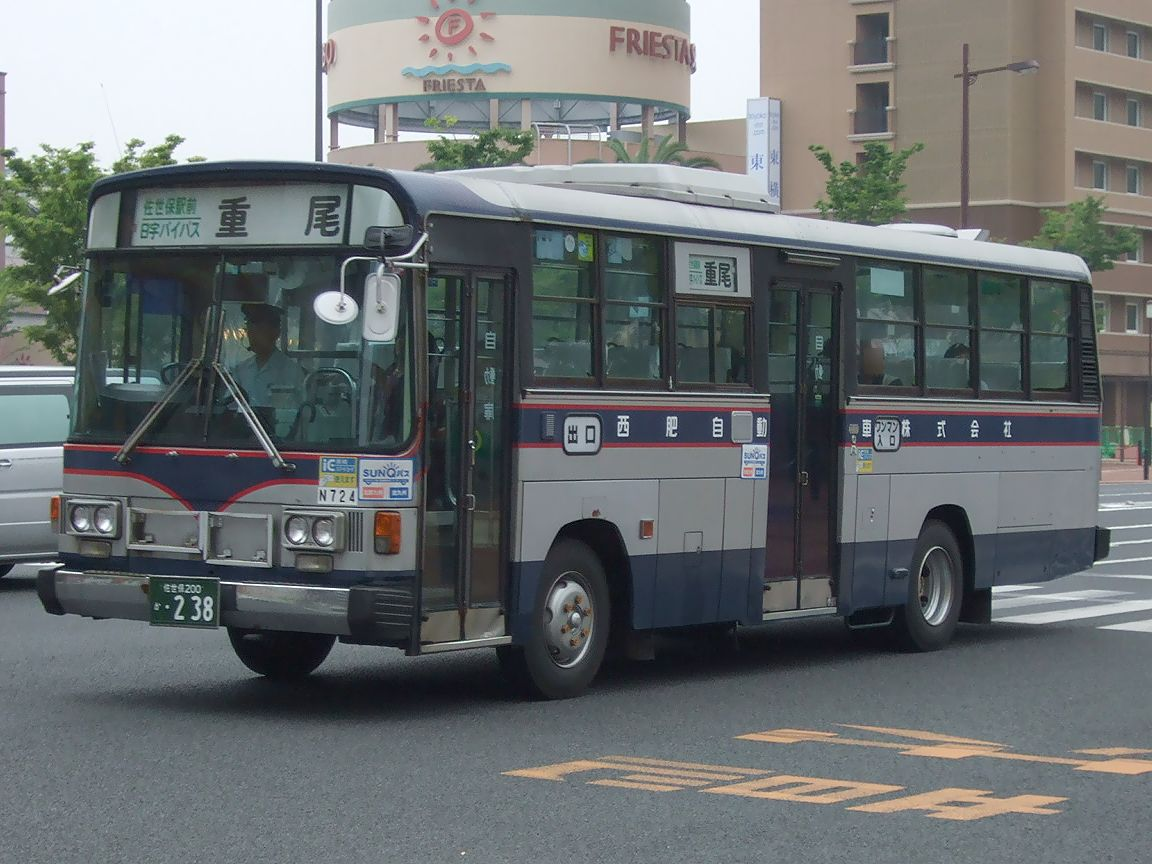
N724 ※廃車済 日産ディーゼル・RM（富士重工ボディ） 一般路線旧塗装車
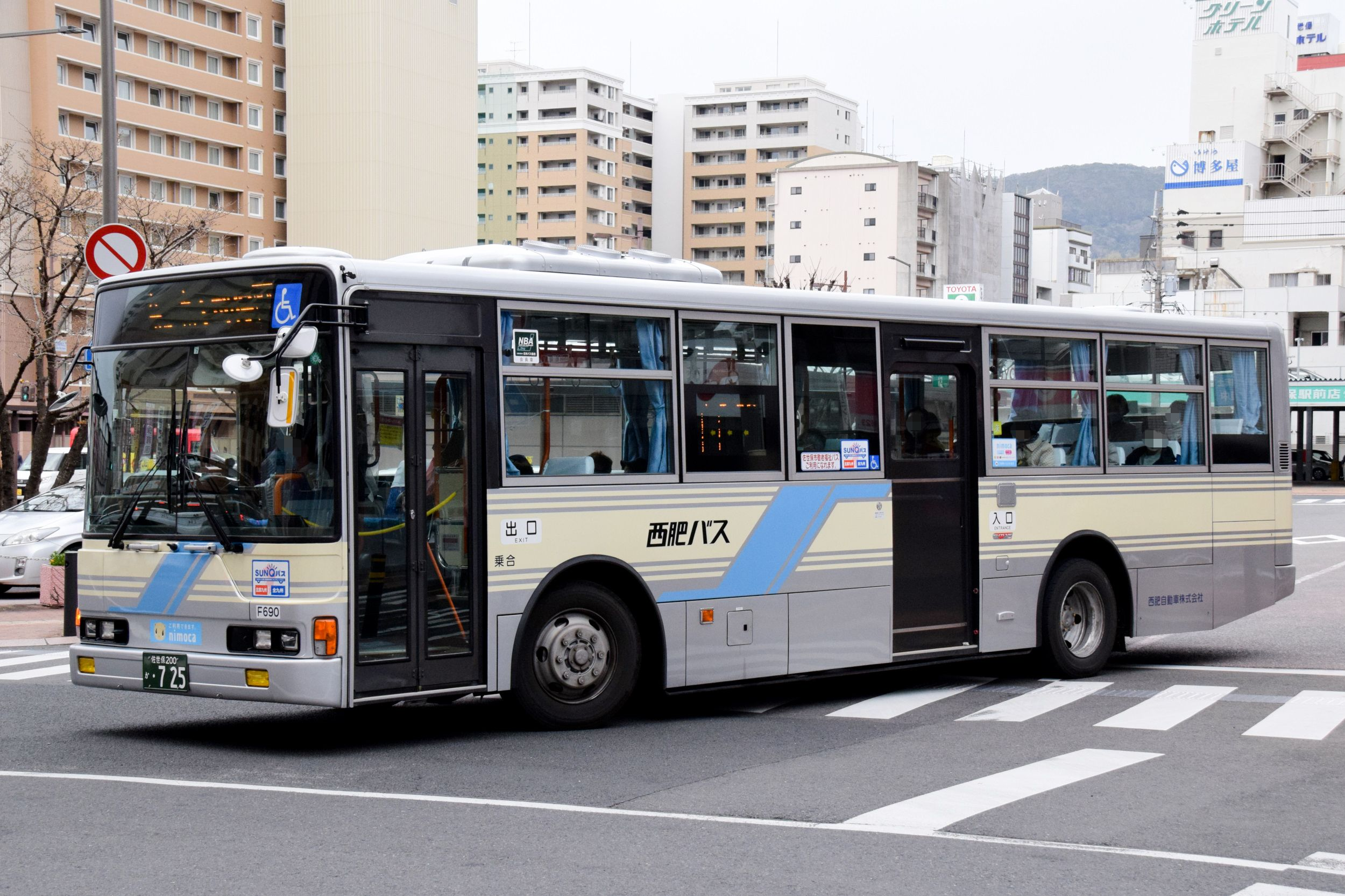
F690 三菱ふそう・エアロスター ワンステップ させぼバス委託車両 神奈川中央交通からの移籍 ※2023年現在は両側に広告ラッピングが施されている。
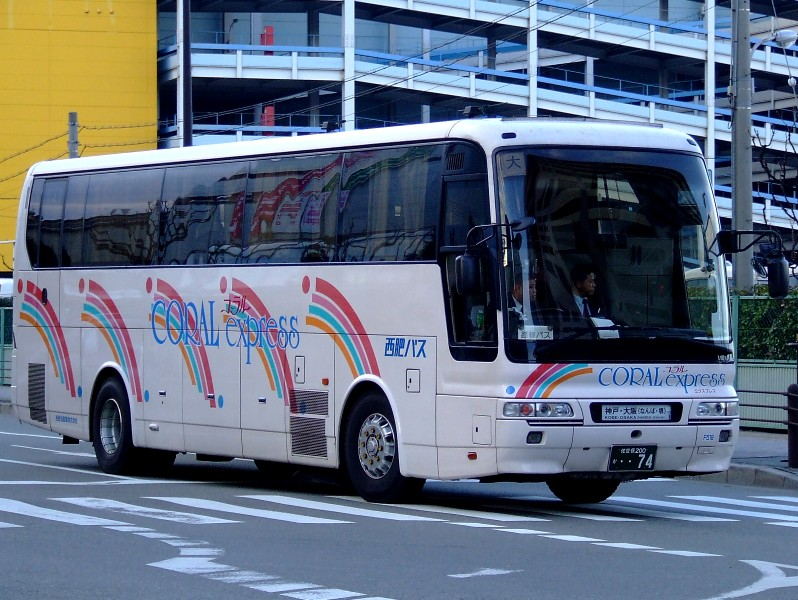
F518 ※廃車済 三菱ふそう・エアロバス かつて運行されていた夜行高速バス「コーラルエクスプレス」
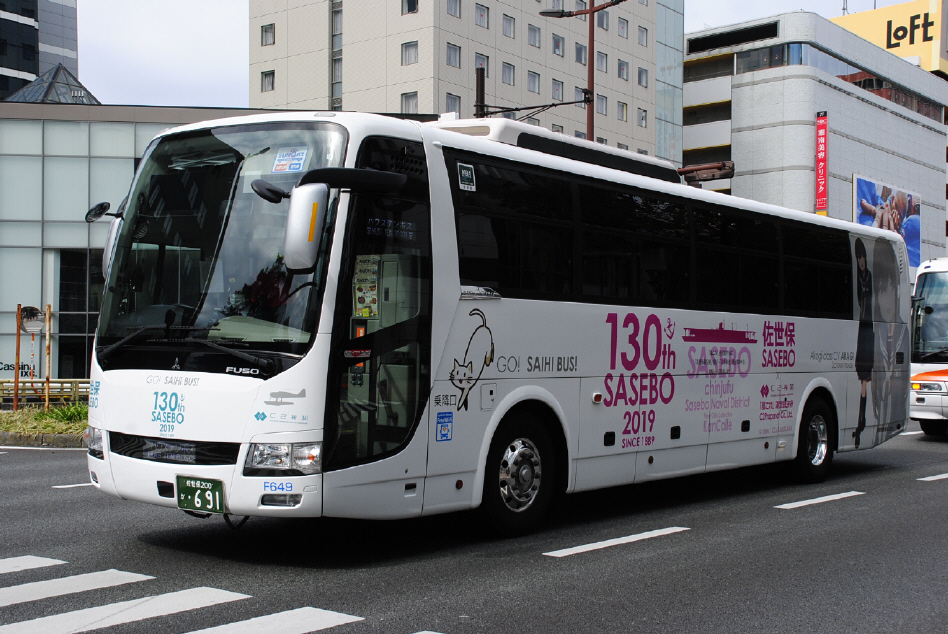
F649 三菱ふそう・エアロエース 130th SASEBO 2019（艦これラッピングバス） ※2023年現在は波佐見町ラッピングへ変更
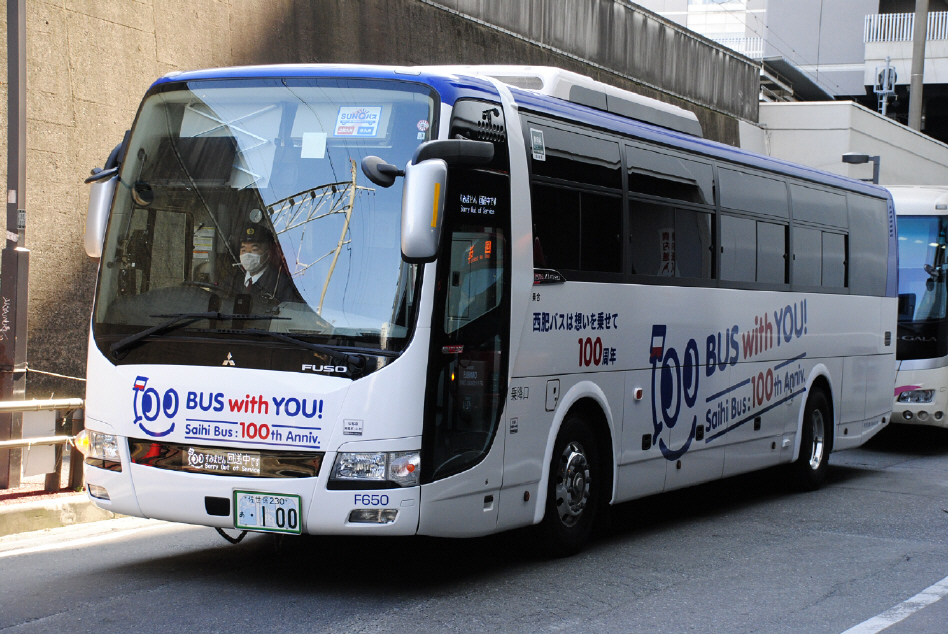
F650 三菱ふそう・エアロエース BUS with YOU! 100周年デザイン ※2023年現在はデザインが解除され、高速バス用塗装（HIGHWAY Express）へ変更
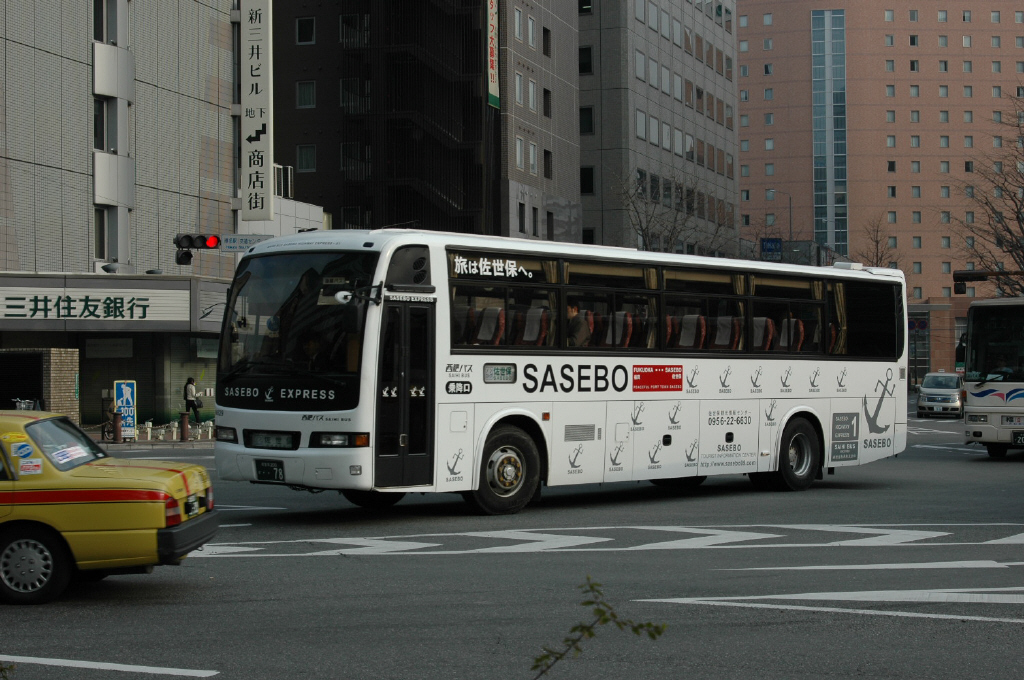
N829 ※廃車済 日産ディーゼル・スペースアローRA（西工ボディ） 「旅は佐世保へ」

- F690
三菱ふそう・エアロスター ワンステップ
させぼバス委託車両
神奈川中央交通からの移籍
※2023年現在は両側に広告ラッピングが施されている。
- F518 ※廃車済
三菱ふそう・エアロバス
かつて運行されていた夜行高速バス「コーラルエクスプレス」
- F649
三菱ふそう・エアロエース
130th SASEBO 2019（艦これラッピングバス[注釈 12]）
※2023年現在は波佐見町ラッピングへ変更
- F650
三菱ふそう・エアロエース
BUS with YOU! 100周年デザイン
※2023年現在はデザインが解除され、高速バス用塗装（HIGHWAY Express）へ変更
- N829 ※廃車済
日産ディーゼル・スペースアローRA（西工ボディ）
「旅は佐世保へ」

## その他

### 西肥グループ
一般旅行業、タクシー、ソフト受託開発などを事業内容とする関連企業がある。
- 西肥自動車株式会社
- 株式会社 西肥バス旅行社
- 株式会社 佐世保カントリー倶楽部 - ゴルフ場
- 西肥情報サービス株式会社 - 情報処理、ソフトウエア受託開発・販売

#### かつて西肥グループに所属していた企業
- シルバータクシー株式会社（東京）
  - 東京無線に所属し、東京23区・武蔵野・三鷹地区で営業を行っていたが、2007年（平成19年）11月に国際自動車に事業を売却し、撤退。
- 西肥タクシー
  - 佐賀県伊万里市、西松浦郡有田町で運行していたが、2009年（平成21年）に大分県の亀の井タクシーへ譲渡、社名を『西肥亀の井タクシー』と改称の上、事業を継続している。
- オートサービステクニックス
  - カー用品店「オートバックス」のフランチャイズに加盟し長崎県で店舗展開。2012年（平成24年）10月、オートバックス本部の「オートバックスセブン」が買収。買収後「株式会社オートバックス長崎」に社名変更して事業継続。
- シルバータクシー株式会社
  - 佐世保市、平戸市、松浦市、南松浦郡新上五島町で運行したが、2023年（令和5年）8月20日を以て廃業した。[要出典]

### 資本関係
松浦鉄道に10.17％を出資する有力株主。この関係から、松浦鉄道の最寄り駅が無人駅で周辺に高校がある大野待合所（最寄り駅左石駅）、江迎バスセンター（最寄り駅江迎鹿町駅）では松浦鉄道の定期券・回数券も発売している。